# Thomas, die kleine Lokomotive/Episodenliste

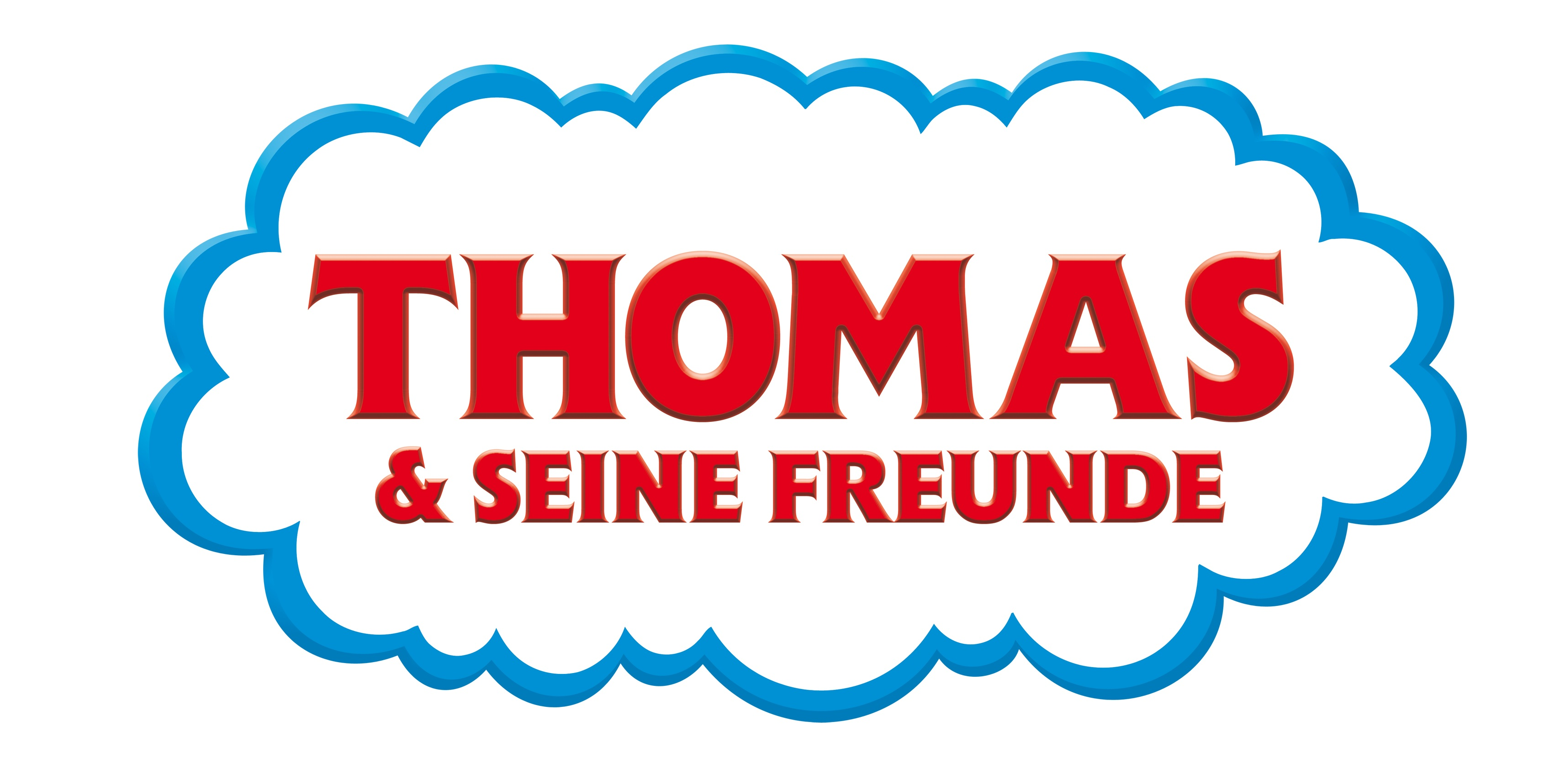
Logo der Sendung

Diese Episodenliste enthält alle Episoden der Fernsehserie „Thomas und seine Freunde“. Die Fernsehserie umfasst 24 Staffeln mit insgesamt 578 regulären Episoden sowie zehn einstündige Specials, sechs zwanzigminütige Specials und drei weitere Specials mit Längen von je 45, 70 und 80 Minuten.
Weiterhin wurde bisher ein Kinofilm veröffentlicht, der außerhalb des Serienuniversums spielt. Ein weiterer war geplant, wurde aber verworfen und ein dritter ist momentan in Planung.

## Übersicht
RTL II bestätigte die erste deutsche Erstausstrahlung der Serie am 22. November 1996, früher als die Einträge in online-Fernsehguides. Genauere Daten liegen ihnen nicht vor, weshalb sich die Daten in den Tabellen primär auf besagte Guides beziehen.
| Staffel         | Episodenzahl | Erstausstrahlung UK | Deutschsprachige Erstausstrahlung / Sender               | Produktionsunternehmen                  |
| --------------- | ------------ | ------------------- | -------------------------------------------------------- | --------------------------------------- |
| 1               | 26           | 9. Oktober 1984     | 19. Februar 1998 / RTL II                                | Clearwater Features Ltd.                |
| 2               | 26           | 7. Oktober 1986     | 27. März 1998 / RTL II                                   | Clearwater Features Ltd.                |
| 3               | 26           | 25. Februar 1992    | 5. Januar 1998 / RTL II                                  | The Britt Allcroft Company              |
| 4               | 26           | 17. Juli 1994       | 14. Januar 1998 / RTL II                                 | The Britt Allcroft Company              |
| 5               | 26           | 14. September 1998  | 25. Mai 2000 / Super RTL                                 | The Britt Allcroft Company              |
| 6               | 26           | 16. September 2002  | Keine Ausstrahlung in Deutschland                        | Gullane Entertainment                   |
| 7               | 26           | 6. Oktober 2003     | Keine Ausstrahlung in Deutschland                        | Gullane Entertainment/HiT Entertainment |
| 8               | 26           | 3. September 2004   | 16. Mai 2006 / Super RTL                                 | HiT Entertainment                       |
| 9               | 26           | 2. September 2005   | 13. Februar 2006 / Super RTL                             | HiT Entertainment                       |
| 10              | 28           | 4. September 2006   | 14. Mai 2007 / Super RTL                                 | HiT Entertainment                       |
| 11              | 26           | 3. September 2007   | 4. April 2008 / Super RTL                                | HiT Entertainment                       |
| 12              | 20           | 1. September 2008   | 21. April 2009 / Super RTL                               | HiT Entertainment                       |
| 13              | 20           | 25. Januar 2010     | 12. April 2010 / Super RTL                               | HiT Entertainment                       |
| 14              | 20           | 11. Oktober 2010    | 2. Mai 2011 / Super RTL                                  | HiT Entertainment                       |
| 15              | 20           | 1. März 2011        | 7. November 2011 / Super RTL                             | HiT Entertainment                       |
| 16              | 20           | 20. Februar 2012    | 5. November 2012 / Super RTL                             | HiT Entertainment                       |
| 17              | 26           | 3. Juni 2013        | 6. November 2014 / Super RTL                             | Mattel                                  |
| 18              | 26           | 25. August 2014     | 2. November 2015 / Super RTL / Nur ab Folge 21           | Mattel                                  |
| 19              | 26           | 21. September 2015  | 4. Oktober 2016 / Super RTL / Nur Folgen 13–18           | Mattel                                  |
| 20              | 28           | 5. September 2016   | 9. Oktober 2017 / Super RTL / Nur Folgen 16–21           | Mattel                                  |
| 21              | 18           | 18. September 2017  | Keine Ausstrahlung in Deutschland                        | Mattel                                  |
| 22              | 26           | 3. September 2018   | 19. November 2018 / Super RTL                            | Mattel                                  |
| 23              | 20           | 2. September 2019   | 18. November 2019 / Super RTL                            | Mattel                                  |
| 24              | 20           | 2. Mai 2020         | Keine Ausstrahlung in Deutschland                        | Mattel                                  |
| Spezialepisoden | 19           | 2005–2020           | Zwischen 2007 und 2017 / Super RTL / 2020 / Kino/Netflix | Verschiedene                            |
| Spin-off        | 13           | 2006 (DVD)          | 2007 (DVD)                                               | Gullane Entertainment/HiT Entertainment |
| Kinofilme       | 3            | 2000                | 2000                                                     | Verschiedene                            |

## Staffel 1
Die Erstausstrahlung der ersten Staffel wurde im Vereinigte Königreich Großbritannien und Nordirland auf ITV gesendet. Die deutschsprachige Erstausstrahlung sendete RTL II. Abgesehen vom Staffelfinale sind alle Episoden Adaptionen von Railway Series-Geschichten von Wilbert Awdry, die von Britt Allcroft und David Mitton umgeschrieben wurden. Mitton führte für alle Episoden Regie.
| Nr. (ges.) | Nr. (St.) | Deutscher Titel                   | Originaltitel                | Zusammenfassung | Erstausstrahlung UK | Deutschsprachige Erstausstrahlung (D) |
| ---------- | --------- | --------------------------------- | ---------------------------- | --- | ------------------- | ------------------------------------- |
| 1          | 1         | Thomas und Gordon                 | Thomas & Gordon              | Basierend auf Thomas and Gordon aus Thomas the Tank Engine bzw. Thomas und Gordon aus Thomas die Tenderlok.                                                | 9. Okt. 1984        | 19. Feb. 1998                         |
| 2          | 2         | Hilfe vom kleinen Edward          | Edward & Gordon              | Basierend auf Edward's Day Out und Edward and Gordon aus The Three Railway Engines bzw. Edward hat Ausgang und Edward und Gordon aus Thomas die Tenderlok. | 9. Okt. 1984        | 20. Feb. 1998                         |
| 3          | 3         | Die traurige Geschichte von Henry | The Sad Story Of Henry       | Basierend auf The Sad Story of Henry aus The Three Railway Engines bzw. Von Henry, dem es schlecht erging aus Thomas die Tenderlok.                        | 16. Okt. 1984       | 23. Feb. 1998                         |
| 4          | 4         | Gordon in Not                     | Edward, Gordon & Henry       | Basierend auf Edward, Gordon and Henry The Three Railway Engines bzw. Edward, Gordon und Henry aus Thomas die Tenderlok.                                   | 16. Okt. 1984       | 24. Feb. 1998                         |
| 5          | 5         | Thomas Zug                        | Thomas’ Train                | Basierend auf Thomas' Train aus Thomas the Tank Engine bzw. Thomas zieht den Zug aus Thomas die Tenderlok.                                                 | 23. Okt. 1984       | 9. Juni 2000                          |
| 6          | 6         | Die Güterwagen                    | Thomas & The Trucks          | Basierend auf Thomas and the Trucks aus Thomas the Tank Engine bzw. Thomas und die Güterwagen aus Thomas die Tenderlok.                                    | 23. Okt. 1984       | 5. Apr. 2000                          |
| 7          | 7         | Der Unfallzug                     | Thomas & The Breakdown Train | Basierend auf Thomas and the Breakdown Train aus Thomas the Tank Engine bzw. Thomas und der Pannenzug aus Thomas die Tenderlok.                            | 30. Okt. 1984       | 27. Feb. 1998                         |
| 8          | 8         | James und die Personenwagen       | James & The Coaches          | Basierend auf James and the Top Hat und James and the Bootlace aus James the Red Engine.                                                                   | 30. Okt. 1984       | 2. März 1998                          |
| 9          | 9         | Die Güterwagen machen Ärger       | Troublesome Trucks           | Basierend auf Troublesome Trucks aus James the Red Engine.                                                                                                 | 6. Nov. 1984        | 3. März 1998                          |
| 10         | 10        | James und der Schnellzug          | James & The Express          | Basierend auf James and the Express aus James the Red Engine.                                                                                              | 6. Nov. 1984        | 4. März 1998                          |
| 11         | 11        | Thomas und der Schaffner          | Thomas & The Guard           | Basierend auf Thomas and the Guard aus Tank Engine Thomas Again.                                                                                           | 13. Nov. 1984       | 5. März 1998                          |
| 12         | 12        | Thomas geht angeln                | Thomas Goes Fishing          | Basierend auf Thomas Goes Fishing aus Tank Engine Thomas Again.                                                                                            | 13. Nov. 1984       | 6. März 1998                          |
| 13         | 13        | Terence, der Traktor              | Thomas, Terence & The Snow   | Basierend auf Thomas, Terence and the Snow aus Tank Engine Thomas Again.                                                                                   | 20. Nov. 1984       | 9. März 1998                          |
| 14         | 14        | Bertie, der Bus                   | Thomas & Bertie              | Basierend auf Thomas and Bertie aus Tank Engine Thomas Again.                                                                                              | 20. Nov. 1984       | 10. März 1998                         |
| 15         | 15        | Kohlewagen und Drehscheiben       | Tenders & Turntables         | Basierend auf Tenders and Turntables aus Troublesome Engines.                                                                                              | 27. Nov. 1984       | 11. März 1998                         |
| 16         | 16        | Ärger im Depot                    | Trouble In The Shed          | Basierend auf Trouble in the Shed aus Troublesome Engines.                                                                                                 | 27. Nov. 1984       | 12. März 1998                         |
| 17         | 17        | Percy läuft weg                   | Percy Runs Away              | Basierend auf Percy Runs Away aus Troublesome Engines. | 4. Dez. 1984        | 13. März 1998                         |
| 18         | 18        | Kohle                             | Coal                         | Basierend auf Coal aus Henry the Green Engine. | 4. Dez. 1984        | 16. März 1998                         |
| 19         | 19        | Der fliegende Bückling            | The Flying Kipper            | Basierend auf The Flying Kipper aus Henry the Green Engine.                                                                                                | 11. Dez. 1984       | 16. März 1998                         |
| 20         | 20        | Pfeifen und Niesen                | Whistles & Sneezes           | Basierend auf Gordon's Whistle und Henry's Sneeze aus Henry the Green Engine.                                                                              | 11. Dez. 1984       | 17. März 1998                         |
| 21         | 21        | Toby und der elegante Herr        | Toby & The Stout Gentleman   | Basierend auf Toby and the Stout Gentleman aus Toby the Tram Engine.                                                                                       | 18. Dez. 1984       | 19. März 1998                         |
| 22         | 22        | Thomas in Not                     | Thomas In Trouble            | Basierend auf Thomas in Trouble aus Toby the Tram Engine.                                                                                                  | 18. Dez. 1984       | 20. März 1998                         |
| 23         | 23        | Dreckige Dinger                   | Dirty Objects                | Basierend auf Dirty Objects aus Toby the Tram Engine. | 25. Dez. 1984       | 23. März 1998                         |
| 24         | 24        | Entgleist                         | Off The Rails                | Basierend auf Off the Rails aus Gordon the Big Engine. | 8. Jan. 1985        | 24. März 1998                         |
| 25         | 25        | In der Mine                       | Down The Mine                | Basierend auf Down the Mine aus Gordon the Big Engine. | 8. Jan. 1985        | 25. März 1998                         |
| 26         | 26        | Die Weihnachtsfeier               | Thomas’ Christmas Party      | Geschrieben von Britt Allcroft und David Mitton; später von Awdry in ein Buch adaptiert.                                                                   | 25. Dez. 1984       | 26. März 1998                         |

## Staffel 2
Die Geschichten basierten nun auf Railway Series-Büchern von Wilbert und Christopher Awdry sowie Christopher Awdry-Geschichten, die nicht einem Railway Series-Buch veröffentlicht wurde. Allcroft und Mitton waren weiterhin für die Adaption und Mitton für die Regie zuständig.
| Nr. (ges.) | Nr. (St.) | Deutscher Titel                   | Originaltitel                       | Zusammenfassung                                                                           | Erstausstrahlung UK | Deutschsprachige Erstausstrahlung (D) |
| ---------- | --------- | --------------------------------- | ----------------------------------- | ----------------------------------------------------------------------------------------- | ------------------- | ------------------------------------- |
| 27         | 1         | Chaos im Kohlenstaub              | Thomas, Percy & The Coal            | Basierend auf Thomas, Percy and the Coal aus C. Awdrys More About Thomas The Tank Engine. | 24. Sep. 1986       | 27. März 1998                         |
| 28         | 2         | Kühe                              | Cows                                | Basierend auf Cows aus W. Awdrys Edward the Blue Engine.                                  | 24. Sep. 1986       | 27. März 1998                         |
| 29         | 3         | Berties Jagd                      | Bertie’s Chase                      | Basierend auf Bertie’s Chase aus W. Awdrys Edward the Blue Engine.                        | 1. Okt. 1986        | 31. März 1998                         |
| 30         | 4         | Nicht verschrotten bitte          | Saved From Scrap                    | Basierend auf Saved From Scrap aus W. Awdrys Edward the Blue Engine.                      | 1. Okt. 1986        | 26. Aug. 1998                         |
| 31         | 5         | Altes Eisen                       | Old Iron                            | Basierend auf Old Iron aus W. Awdrys Edward the Blue Engine.                              | 8. Okt. 1986        | 2. Apr. 1998                          |
| 32         | 6         | Thomas und Trevor                 | Thomas & Trevor                     | Nach einer Jahrbuch-Geschichte von C. Awdry.                                              | 8. Okt. 1986        | 3. Apr. 1998                          |
| 33         | 7         | Percy und das Signal              | Percy & The Signal                  | Basierend auf Percy and the Signal aus W. Awdrys Percy the Small Engine.                  | 15. Okt. 1986       | 6. Apr. 1998                          |
| 34         | 8         | Duck übernimmt                    | Duck Takes Charge                   | Basierend auf Duck Takes Charge aus W. Awdrys Percy the Small Engine.                     | 15. Okt. 1986       | 7. Apr. 1998                          |
| 35         | 9         | Percy und Harold                  | Percy & Harold                      | Basierend auf Percy and Harold aus W. Awdrys Percy the Small Engine.                      | 22. Okt. 1986       | 8. Apr. 1998                          |
| 36         | 10        | Der Ausreißer                     | The Runaway                         | Basierend auf The Runaway aus C. Awdrys More About Thomas The Tank Engine.                | 22. Okt. 1986       | 8. Apr. 1998                          |
| 37         | 11        | Percy nimmt ein Bad               | Percy Takes The Plunge              | Basierend auf Percy Takes The Plunge aus W. Awdrys The Eight Famous Engines.              | 29. Okt. 1986       | 10. Apr. 1998                         |
| 38         | 12        | Schöner Mist, Herr Diesel         | Pop Goes The Diesel                 | Basierend auf Pop Goes The Diesel aus W. Awdrys Duck and the Diesel Engine.               | 29. Okt. 1986       | 21. Apr. 1998                         |
| 39         | 13        | Schmutzarbeit                     | Dirty Work                          | Basierend auf Dirty Work aus W. Awdrys Duck and the Diesel Engine.                        | 5. Nov. 1986        | 14. Apr. 1998                         |
| 40         | 14        | Um Haaresbreite                   | A Close Shave                       | Basierend auf A Close Shave aus W. Awdrys Duck and the Diesel Engine.                     | 5. Nov. 1986        | 16. Apr. 1998                         |
| 41         | 15        | Besser spät als nie               | Better Late Than Never              | Basierend auf Better Late Than Never aus C. Awdrys More About Thomas The Tank Engine.     | 12. Nov. 1986       | 17. Apr. 1998                         |
| 42         | 16        | Der Bremswagen                    | Break Van                           | Basierend auf Break Van aus W. Awdrys The Twin Engines.                                   | 12. Nov. 1986       | 20. Apr. 1998                         |
| 43         | 17        | Hilfe für die Zwillinge           | The Deputation                      | Basierend auf The Deputation aus W. Awdrys The Twin Engines.                              | 19. Nov. 1986       | 21. Apr. 1998                         |
| 44         | 18        | Ein unwillkommener Frühstücksgast | Thomas Comes To Breakfast           | Basierend auf Thomas Comes To Breakfast aus W. Awdrys Branch Line Engines.                | 19. Nov. 1986       | 22. Apr. 1998                         |
| 45         | 19        | Daisy                             | Daisy                               | Basierend auf Daisy aus W. Awdrys Branch Line Engines.                                    | 26. Nov. 1986       | 22. Apr. 1998                         |
| 46         | 20        | Percys Zwangslage                 | Percy’s Predicament                 | Basierend auf Percy’s Predicament aus W. Awdrys Branch Line Engines.                      | 26. Nov. 1986       | 23. Apr. 1998                         |
| 47         | 21        | Dieselitis                        | The Diseasel                        | Basierend auf The Diseasel aus W. Awdrys Main Line Engines.                               | 3. Dez. 1986        | 27. Apr. 1998                         |
| 48         | 22        | Der falsche Weg                   | Wrong Road                          | Basierend auf Wrong Road aus W. Awdrys Main Line Engines.                                 | 3. Dez. 1986        | 28. Apr. 1998                         |
| 49         | 23        | Edwards Heldentat                 | Edward’s Exploit                    | Basierend auf Edward’s Exploit aus W. Awdrys Main Line Engines.                           | 10. Dez. 1986       | 29. Apr. 1998                         |
| 50         | 24        | Der Geisterzug                    | Ghost Train                         | Basierend auf Ghost Train aus W. Awdrys Tramway Engines.                                  | 10. Dez. 1986       | 29. Apr. 1998                         |
| 51         | 25        | Der Wollbär                       | Woolly Bear                         | Basierend auf Ghost Train aus W. Awdrys Tramway Engines.                                  | 17. Dez. 1986       | 30. Apr. 1998                         |
| 52         | 26        | Der fehlende Weihnachtsbaum       | Thomas & The Missing Christmas Tree | Basierend auf einem Buch von C. Awdry.                                                    | 17. Dez. 1986       | 12. Mai 2001                          |

### Verworfene Episoden
| Nr. | Deutscher Titel | Originaltitel       | Zusammenfassung                                                                                       | Erstausstrahlung UK | Deutschsprachige Erstausstrahlung (D) |
| --- | --------------- | ------------------- | --- | ------------------- | ------------------------------------- |
| 0   | -               | The Missing Coach   | Basierend auf The Missing Coach aus W. Awdrys The Twin Engines.                                       | -                   | -                                     |
| 0   | -               | Gordon Goes Foreign | Basierend auf Gordon Goes Foreign aus The Eight Famous Engines.                                       | -                   | -                                     |
| 0   | -               | Percy's Promise     | Basierend auf Percy's Promise aus Percy the Small Engine; in Staffel 3 verfilmt.                      | -                   | -                                     |
| 0   | -               | Double Header       | Basierend auf Double Header aus The Eight Famous Engines; in Staffel 3 als Time for Trouble verfilmt. | -                   | -                                     |

## Staffel 3
Neben Railway Series-Geschichten von Wilbert Awdry wurden hier auch Magazin-Geschichten von Andrew Brenner verfilmt und Allcroft und Mitton schrieben auch eigene Geschichten. Mitton bleibt der Regisseur.
| Nr. (ges.) | Nr. (St.) | Deutscher Titel                      | Originaltitel                            | Zusammenfassung                                                              | Erstausstrahlung UK | Deutschsprachige Erstausstrahlung (D) |
| ---------- | --------- | ------------------------------------ | ---------------------------------------- | ---------------------------------------------------------------------------- | ------------------- | ------------------------------------- |
| 53         | 1         | Ein Schal für Percy                  | A Scarf For Percy                        | Basierend auf A Scarf for Percy aus W. Awdrys Henry the Green Engine.        | 25. Feb. 1992       | 5. Mai 1998                           |
| 54         | 2         | Percys Versprechen                   | Percy’s Promise                          | Basierend auf Percy’s Promise aus W. Awdrys Percy the Small Engine.          | 3. März 1992        | 5. Mai 1998                           |
| 55         | 3         | Zeit für Ärger                       | Time For Trouble                         | Basierend auf Double Header aus W. Awdrys The Eight Famous Engines.          | 17. März 1992       | 7. Mai 1998                           |
| 56         | 4         | Eine weltberühmte Lok                | Gordon & The Famous Visitor              | Basierend auf Domeless Engines aus W. Awdrys Duck and the Diesel Engine.     | 24. März 1992       | 8. Mai 1998                           |
| 57         | 5         | Ein schlechter Scherz                | Donald’s Duck                            | Basierend auf Donald’s Duck aus W. Awdrys Oliver the Western Engine.         | 31. März 1992       | 11. Mai 1998                          |
| 58         | 6         | Thomas entgleist                     | Thomas Gets Bumped                       | Basierend auf Magazin-Geschichten von Andrew Brenner.                        | 7. Apr. 1992        | 11. Mai 1998                          |
| 59         | 7         | Der rätselhafte Drachen              | Thomas, Percy & The Dragon               | Basierend auf Magazin-Geschichten von Andrew Brenner.                        | 7. Apr. 1992        | 13. Mai 1998                          |
| 60         | 8         | Schon wieder Diesel                  | Diesel Does It Again                     | Basierend auf Magazin-Geschichten von Andrew Brenner.                        | 14. Apr. 1992       | 2. Mai 2000                           |
| 61         | 9         | Henrys Wald                          | Henry’s Forest                           | Basierend auf Magazin-Geschichten von Andrew Brenner.                        | 14. Apr. 1992       | 15. Mai 1998                          |
| 62         | 10        | Immer dieser Schmutz                 | The Trouble With Mud                     | Basierend auf Leaves aus W. Awdrys Gordon the Big Engine.                    | 21. Apr. 1992       | 8. Okt. 1998                          |
| 63         | 11        | Mit James scherzt man nicht          | No Joke For James                        | Basierend auf Magazin-Geschichten von Andrew Brenner.                        | 21. Apr. 1992       | 19. Mai 1998                          |
| 64         | 12        | Der Postzug                          | Thomas, Percy & The Post Train           | Basierend auf Magazin-Geschichten von Andrew Brenner.                        | 28. Apr. 1992       | 20. Mai 1998                          |
| 65         | 13        | Vertrauen ist besser                 | Trust Thomas                             | Basierend auf Magazin-Geschichten von Andrew Brenner.                        | 28. Apr. 1992       | 21. Mai 1998                          |
| 66         | 14        | Mavis                                | Mavis                                    | Basierend auf Mavis aus W. Awdrys Tramway Engines.                           | 5. Mai 1992         | 21. Mai 1998                          |
| 67         | 15        | Toby in Gefahr                       | Toby’s Tightrope                         | Basierend auf Toby’s Tightrope aus W. Awdrys Tramway Engines.                | 5. Mai 1992         | 25. Mai 1998                          |
| 68         | 16        | Eine wirklich nützliche Party        | Edward, Trevor & The Really Useful Party | Basierend auf Magazin-Geschichten von Andrew Brenner.                        | 12. Mai 1992        | 25. Mai 1998                          |
| 69         | 17        | Summ, summ, summ                     | Buzz, Buzz                               | Basierend auf Buzz, Buss aus W. Awdrys Main Line Engines.                    | 12. Mai 1992        | 27. Mai 1998                          |
| 70         | 18        | Auf See                              | All At Sea                               | Geschrieben von Britt Allcroft und David Mitton.                             | 19. Mai 1992        | 27. Mai 1998                          |
| 71         | 19        | Auf der Drehscheibe gehts rund       | One Good Turn                            | Basierend auf Magazin-Geschichten von Andrew Brenner.                        | 26. Mai 1992        | 8. Mai 2000                           |
| 72         | 20        | Lokomotiven mit Kohlewagen           | Tender Engines                           | Basierend auf Tender for Henry aus W. Awdrys Enterprising Engines.           | 2. Juni 1992        | 5. Jan. 1998                          |
| 73         | 21        | Die Flucht                           | Escape!                                  | Basierend auf Escape und Little Western aus W. Awdrys Enterprising Engines.  | 9. Juni 1992        | 6. Jan. 1998                          |
| 74         | 22        | Oliver gesteht                       | Oliver Owns Up                           | Basierend auf Resource and Sagacity aus W. Awdrys Oliver the Western Engine. | 16. Juni 1992       | 7. Jan. 1998                          |
| 75         | 23        | Bulgy, der abgeschobene Doppeldecker | Bulgy                                    | Basierend auf Bulgy aus W. Awdrys Oliver the Western Engine.                 | 23. Juni 1992       | 8. Jan. 1998                          |
| 76         | 24        | Helden                               | Heroes                                   | Basierend auf Magazin-Geschichten von Andrew Brenner.                        | 30. Juni 1992       | 9. Jan. 1998                          |
| 77         | 25        | Heute ist Obsttag                    | Percy, James & The Fruitful Day          | Basierend auf Magazin-Geschichten von Andrew Brenner.                        | 7. Juli 1992        | 12. Jan. 1998                         |
| 78         | 26        | Ein tolles Weihnachtsabenteuer       | Thomas & Percy’s Christmas Adventure     | Geschrieben von Britt Allcroft und David Mitton.                             | 14. Juli 1992       | 13. Jan. 1998                         |

## Staffel 4
Die Geschichten basieren auf Railway Series-Geschichten beider Awdrys oder wurden von Allcroft und Mitton selber geschrieben, Mitton bleibt der Regisseur.
| Nr. (ges.) | Nr. (St.) | Deutscher Titel                   | Originaltitel                    | Zusammenfassung                                                                                       | Erstausstrahlung UK | Deutschsprachige Erstausstrahlung (D) |
| ---------- | --------- | --------------------------------- | -------------------------------- | --- | ------------------- | ------------------------------------- |
| 79         | 1         | Die Opamotive                     | Granpuff                         | Basierend auf Granpuff aus W. Awdrys Duke the Lost Engine.                                            | 16. Okt. 1995       | 14. Jan. 1998                         |
| 80         | 2         | Schlafende Schönheit              | Sleeping Beauty                  | Basierend auf Sleeping Beauty aus W. Awdrys Duke the Lost Engine.                                     | 17. Okt. 1995       | 15. Jan. 1998                         |
| 81         | 3         | Wie ein Fels                      | Bulldog                          | Basierend auf Bulldog aus W. Awdrys Duke the Lost Engine.                                             | 18. Okt. 1995       | 16. Jan. 1998                         |
| 82         | 4         | Du kannst nicht gewinnen          | You Can’t Win                    | Basierend auf You Can't Win aus W. Awdrys Duke the Lost Engine.                                       | 19. Okt. 1995       | 19. Jan. 1998                         |
| 83         | 5         | Vier kleine Lokomotiven           | Four Little Engines              | Basierend auf Skarloey Remembers und Old Faithful aus W. Awdrys Four Little Engines.                  | 20. Okt. 1995       | 20. Jan. 1998                         |
| 84         | 6         | Ein schlechter Tag für Sir Handel | A Bad Day For Sir Handel         | Basierend auf Sir Handel aus W. Awdrys Four Little Engines.                                           | 23. Okt. 1995       | 21. Jan. 1998                         |
| 85         | 7         | Peter Sam und die Imbissfrau      | Peter Sam & The Refreshment Lady | Basierend auf Peter Sam and the Refreshment Lady aus W. Awdrys Four Little Engines.                   | 24. Okt. 1995       | 22. Jan. 1998                         |
| 86         | 8         | Keine Lust auf Arbeit             | Trucks                           | Basierend auf Trucks aus W. Awdrys The Little Old Engine.                                             | 25. Okt. 1995       | 23. Jan. 1998                         |
| 87         | 9         | Endlich zu Hause                  | Home At Last                     | Basierend auf Home At Last aus W. Awdrys The Little Old Engine.                                       | 27. Okt. 1995       | 26. Jan. 1998                         |
| 88         | 10        | Rock ‚n‘ Roll                     | Rock ‘n’ Roll                    | Basierend auf Rock ‘n’ Roll aus W. Awdrys The Little Old Engine.                                      | 27. Okt. 1995       | 27. Jan. 1998                         |
| 89         | 11        | Der Ersatzschornstein             | Special Funnel                   | Basierend auf Special Funnel aus W. Awdrys Gallant Old Engine.                                        | 30. Okt. 1995       | 28. Jan. 1998                         |
| 90         | 12        | Die Dampfwalze                    | Steam Roller                     | Basierend auf Steam Roller aus W. Awdrys Gallant Old Engine.                                          | 31. Okt. 1995       | 29. Jan. 1998                         |
| 91         | 13        | Auf Hochglanz für die Passagiere  | Passengers & Polish              | Basierend auf Passengers and Polish aus W. Awdrys Gallant Old Engine.                                 | 1. Nov. 1995        | 30. Jan. 1998                         |
| 92         | 14        | Tapfere alte Lok                  | Gallant Old Engine               | Basierend auf Gallant Old Engine aus W. Awdrys Gallant Old Engine.                                    | 2. Nov. 1995        | 2. Feb. 1998                          |
| 93         | 15        | Rusty hilft                       | Rusty To The Rescue              | Geschrieben von Britt Allcroft und David Mitton.                                                      | 3. Nov. 1995        | 3. Feb. 1998                          |
| 94         | 16        | Stepneys Fahrt                    | Thomas & Stepney                 | Basierend auf Bluebells of England und Stepney's Special aus W. Awdrys Stepney the "Bluebell" Engine. | 6. Nov. 1995        | 4. Feb. 1998                          |
| 95         | 17        | Ohne Ball kein Spiel              | Train Stops Play                 | Basierend auf Train Stops Play aus W. Awdrys Stepney the "Bluebell" Engine.                           | 8. Nov. 1995        | 5. Feb. 1998                          |
| 96         | 18        | Ausgeschlagen                     | Bowled Out                       | Basierend auf Bowled Out aus W. Awdrys Stepney the "Bluebell" Engine.                                 | 7. Nov. 1995        | 6. Feb. 1998                          |
| 97         | 19        | Henry und der Elefant             | Henry & The Elephant             | Basierend auf Henry and the Elephant aus W. Awdrys Troublesome Engines.                               | 9. Nov. 1995        | 9. Feb. 1998                          |
| 98         | 20        | Toads Plan                        | Toad Stands By                   | Basierend auf Toad Stands By aus W. Awdrys Olver the Western Engine.                                  | 10. Nov. 1995       | 13. Feb. 1998                         |
| 99         | 21        | Ein Stier auf dem Gleis           | Bulls Eyes                       | Basierend auf Bulls Eyes aus W. Awdrys Branch Line Engines.                                           | 13. Nov. 1995       | 12. Feb. 1998                         |
| 100        | 22        | Ein ganz spezieller Brief         | Thomas & The Special Letter      | Basierend auf The Fat Controller's Engines aus W. Awdrys The Eight Famous Engines.                    | 14. Nov. 1995       | 11. Feb. 1998                         |
| 101        | 23        | Farbtöpfe und Königinnen          | Paint Pots & Queens              | Basierend auf Paint Pots and Queens aus W. Awdrys Gordon the Big Engine.                              | 15. Nov. 1995       | 10. Feb. 1998                         |
| 102        | 24        | Fisch                             | Fish                             | Basierend auf Fish aus C. Awdrys Really Useful Engines.                                               | 16. Nov. 1995       | 16. Feb. 1998                         |
| 103        | 25        | Hauptattraktion                   | Special Attraction               | Basierend auf Toby's Seaside Holiday und Bulstrode aus C. Awdrys Toby, Trucks and Trouble.            | 17. Nov. 1995       | 17. Feb. 1998                         |
| 104        | 26        | Wer bringt die Post?              | Mind That Bike                   | Basierend auf Mind That Bike aus C. Awdrys Really Useful Engines.                                     | 20. Nov. 1995       | 18. Feb. 1998                         |

## Staffel 5
Ab Staffel fünf wird die Serie im Vormittagsprogramm von Super RTL gesendet. Die Geschichten wurden jetzt alle von Allcroft und Mitton geschrieben, mit ein paar Konzepten von David Maidment.
| Nr. (ges.) | Nr. (St.) | Deutscher Titel                       | Originaltitel                  | Erstausstrahlung UK | Deutschsprachige Erstausstrahlung (D) | Drehbuch                                                   |
| ---------- | --------- | ------------------------------------- | ------------------------------ | ------------------- | ------------------------------------- | ---------------------------------------------------------- |
| 105        | 1         | Unnütze Käfer?                        | Cranky Bugs                    | 14. Sep. 1998       | 25. Mai 2000                          | Britt Allcroft David Mitton                                |
| 106        | 2         | Großmäulige Lastwagen                 | Horrid Lorry                   | 15. Sep. 1998       | 25. Mai 2000                          | Britt Allcroft David Mitton                                |
| 107        | 3         | Schöne Aussicht für Gordon            | A Better View For Gordon       | 16. Sep. 1998       | 26. Mai 2000                          | David Maidment Britt Allcroft David Mitton                 |
| 108        | 4         | Lady Hatts Geburtstagsfeier           | Lady Hatt’s Birthday Party     | 17. Sep. 1998       | 26. Mai 2000                          | David Maidment Britt Allcroft David Mitton                 |
| 109        | 5         | James und die Geschichte mit dem Baum | James & The Trouble With Trees | 18. Sep. 1998       | 27. Mai 2000                          | David Maidment Britt Allcroft David Mitton                 |
| 110        | 6         | Die Kobolde und der Ehrengast         | Gordon & The Gremlin           | 21. Sep. 1998       | 27. Mai 2000                          | David Maidment Britt Allcroft David Mitton                 |
| 111        | 7         | George macht Mist                     | Bye George!                    | 22. Sep. 1998       | 28. Mai 2000                          | Britt Allcroft David Mitton                                |
| 112        | 8         | Määh!                                 | Baa!                           | 23. Sep. 1998       | 28. Mai 2000                          | David Maidment Britt Allcroft David Mitton                 |
| 113        | 9         | Immer auf Percy                       | Put Upon Percy                 | 24. Sep. 1998       | 29. Mai 2000                          | Britt Allcroft David Mitton                                |
| 114        | 10        | Toby und die Flut                     | Toby & The Flood               | 25. Sep. 1998       | 29. Mai 2000                          | Britt Allcroft David Mitton                                |
| 115        | 11        | Henry und der Spuk                    | Haunted Henry                  | 28. Sep. 1998       | 30. Mai 2000                          | David Maidment Britt Allcroft David Mitton                 |
| 116        | 12        | Kinderkrankheiten                     | Double Teething Troubles       | 29. Sep. 1998       | 30. Mai 2000                          | David Maidment Britt Allcroft David Mitton                 |
| 117        | 13        | Stepney verirrt sich                  | Stepney Gets Lost              | 30. Sep. 1998       | 31. Mai 2000                          | Britt Allcroft David Mitton                                |
| 118        | 14        | Toby und der alte Krieger             | Toby’s Discovery               | 1. Okt. 1998        | 31. Mai 2000                          | Britt Allcroft David Mitton                                |
| 119        | 15        | Henry geht baden                      | Something In The Air           | 2. Okt. 1998        | 1. Juni 2000                          | Andrew Brenner (Nicht genannt) Britt Allcroft David Mitton |
| 120        | 16        | Der alte Reisezugwagen                | Thomas, Percy & Old Slow Coach | 5. Okt. 1998        | 1. Juni 2000                          | Andrew Brenner (Nicht genannt) Britt Allcroft David Mitton |
| 121        | 17        | Gerüchteküche                         | Thomas & The Rumours           | 6. Okt. 1998        | 2. Juni 2000                          | Andrew Brenner (Nicht genannt) Britt Allcroft David Mitton |
| 122        | 18        | Olivers Entdeckung                    | Oliver’s Find                  | 7. Okt. 1998        | 2. Juni 2000                          | Britt Allcroft David Mitton                                |
| 123        | 19        | Das Viel-Glück-Paket                  | Happy Ever After               | 8. Okt. 1998        | 3. Juni 2000                          | Britt Allcroft David Mitton                                |
| 124        | 20        | Sir Tophams Ferien                    | Sir Topham Hatt’s Holiday      | 9. Okt. 1998        | 3. Juni 2000                          | Britt Allcroft David Mitton                                |
| 125        | 21        | Eine Überraschung für Percy           | A Surprise For Percy           | 12. Okt. 1998       | 4. Juni 2000                          | David Maidment Britt Allcroft David Mitton                 |
| 126        | 22        | Mach jemand anders eine Freude        | Make Someone Happy             | 13. Okt. 1998       | 4. Juni 2000                          | Britt Allcroft David Mitton                                |
| 127        | 23        | Toad und das Rückwärtsfahren          | Busy Going Backwards           | 14. Okt. 1998       | 5. Juni 2000                          | David Maidment Britt Allcroft David Mitton                 |
| 128        | 24        | Duncan sieht Gespenster               | Duncan Gets Spooked            | 15. Okt. 1998       | 5. Juni 2000                          | David Maidment Britt Allcroft David Mitton                 |
| 129        | 25        | Rusty und der Felsblock               | Rusty & The Boulder            | 16. Okt. 1998       | 6. Juni 2000                          | Britt Allcroft David Mitton                                |
| 130        | 26        | Die Lawine                            | Snow                           | 19. Okt. 1998       | 6. Juni 2000                          | Britt Allcroft David Mitton                                |

## Staffel 6
Die Staffeln 6 & 7 wurden in Deutschland nicht ausgestrahlt. Dies war die erste Staffel mit einem ganzen Team an Drehbuchautoren.
| Nr. (ges.) | Nr. (St.) | Deutscher Titel | Originaltitel                       | Erstausstrahlung UK | Deutschsprachige Erstausstrahlung (D) | Regie           | Drehbuch                                   |
| ---------- | --------- | --------------- | ----------------------------------- | ------------------- | ------------------------------------- | --------------- | ------------------------------------------ |
| 131        | 1         | -               | Salty’s Secret                      | 16. Sep. 2002       | -                                     | David Mitton    | Robin Kingsland                            |
| 132        | 2         | -               | Harvey to the Rescue                | 17. Sep. 2002       | -                                     | David Mitton    | Jonathan Trueman                           |
| 133        | 3         | -               | No Sleep for Cranky                 | 18. Sep. 2002       | -                                     | David Mitton    | Paul Larson                                |
| 134        | 4         | -               | A Bad Day For Harold The Helicopter | 19. Sep. 2002       | -                                     | David Mitton    | David Mitton Simon Nicholson               |
| 135        | 5         | -               | Elizabeth The Vintage Lorry         | 20. Sep. 2002       | -                                     | David Mitton    | Paul Larson                                |
| 136        | 6         | -               | The Fogman                          | 23. Sep. 2002       | -                                     | David Mitton    | David Mitton Jonathan Trueman              |
| 137        | 7         | -               | Jack Jumps In                       | 24. Sep. 2002       | -                                     | Stephen Asquith | Phil Fehrle Jonathan Trueman Abi Grant     |
| 138        | 8         | -               | A Friend In Need                    | 25. Sep. 2002       | -                                     | Stephen Asquith | Phil Fehrle Jonathan Trueman Abi Grant     |
| 139        | 9         | -               | It’s Only Snow                      | 26. Sep. 2002       | -                                     | David Mitton    | David Mitton James Mason                   |
| 140        | 10        | -               | Twin Trouble                        | 27. Sep. 2002       | -                                     | David Mitton    | Brian Trueman                              |
| 141        | 11        | -               | The World’s Strongest Engine        | 30. Sep. 2002       | -                                     | David Mitton    | David Mitton Paul Larson                   |
| 142        | 12        | -               | Scaredy Engines                     | 1. Okt. 2002        | -                                     | David Mitton    | David Mitton Robin Kingsland               |
| 143        | 13        | -               | Percy & The Haunted Mine            | 2. Okt. 2002        | -                                     | David Mitton    | David Mitton Robyn Charteris               |
| 144        | 14        | -               | Middle Engine                       | 3. Okt. 2002        | -                                     | David Mitton    | David Mitton Brian Trueman                 |
| 145        | 15        | -               | James & The Red Balloon             | 4. Okt. 2002        | -                                     | David Mitton    | David Mitton Jenny McDade                  |
| 146        | 16        | -               | Jack Frost                          | 7. Okt. 2002        | -                                     | David Mitton    | David Mitton Paul Larson                   |
| 147        | 17        | -               | Gordon Takes A Tumble               | 8. Okt. 2002        | -                                     | David Mitton    | David Mitton Robin Kingsland               |
| 148        | 18        | -               | Percy’s Chocolate Crunch            | 9. Okt. 2002        | -                                     | David Mitton    | David Mitton Brian Trueman                 |
| 149        | 19        | -               | Buffer Bother                       | 10. Okt. 2002       | -                                     | David Mitton    | Ross Hastings                              |
| 150        | 20        | -               | Toby Had A Little Lamb              | 11. Okt. 2002       | -                                     | David Mitton    | Jenny McDade                               |
| 151        | 21        | -               | Thomas, Percy & The Squeak          | 14. Okt. 2002       | -                                     | David Mitton    | David Mitton Jenny McDade                  |
| 152        | 22        | -               | Thomas The Jet Engine               | 15. Okt. 2002       | -                                     | David Mitton    | David Mitton Ross Hastings                 |
| 153        | 23        | -               | Edward The Very Useful Engine       | 16. Okt. 2002       | -                                     | David Mitton    | David Mitton                               |
| 154        | 24        | -               | Dunkin Duncan                       | 17. Okt. 2002       | -                                     | David Mitton    | Simon Nicholson Jenny McDade               |
| 155        | 25        | -               | Rusty Saves The Day                 | 19. Okt. 2002       | -                                     | David Mitton    | David Mitton Paul Larson                   |
| 156        | 26        | -               | Faulty Whistles                     | 21. Okt. 2002       | -                                     | David Mitton    | Wilbert Awdry A David Mitton Ross Hastings |

## Staffel 7
Die Staffeln 6 & 7 wurden in Deutschland nicht ausgestrahlt. Für diese Staffel führte David Mitton ein letztes Mal für alle Episoden Regie.
| Nr. (ges.) | Nr. (St.) | Deutscher Titel | Originaltitel                   | Erstausstrahlung UK | Deutschsprachige Erstausstrahlung (D) | Drehbuch              |
| ---------- | --------- | --------------- | ------------------------------- | ------------------- | ------------------------------------- | --------------------- |
| 157        | 1         | -               | Emily’s New Coaches             | 6. Okt. 2003        | -                                     | Jan Page              |
| 158        | 2         | -               | Percy Gets It Right             | 7. Okt. 2003        | -                                     | Paul Larson           |
| 159        | 3         | -               | Bill, Ben & Fergus              | 8. Okt. 2003        | -                                     | Brian Trueman         |
| 160        | 4         | -               | The Old Bridge                  | 9. Okt. 2003        | -                                     | Paul Larson           |
| 161        | 5         | -               | Edward’s Brass Band             | 10. Okt. 2003       | -                                     | Robyn Charteris       |
| 162        | 6         | -               | What’s The Matter With Henry?   | 13. Okt. 2003       | -                                     | George Tarry          |
| 163        | 7         | -               | James & The Queen Of Sodor      | 14. Okt. 2003       | -                                     | Paul Larson           |
| 164        | 8         | -               | The Refreshment Lady’s Tea Shop | 15. Okt. 2003       | -                                     | James Mason           |
| 165        | 9         | -               | The Spotless Record             | 16. Okt. 2003       | -                                     | Paul Larson           |
| 166        | 10        | -               | Toby’s Windmill                 | 17. Okt. 2003       | -                                     | David Mitton Jan Page |
| 167        | 11        | -               | Bad Day At Castle Loch          | 20. Okt. 2003       | -                                     | Jenny McDade          |
| 168        | 12        | -               | Rheneas & The Roller Coaster    | 21. Okt. 2003       | -                                     | James Mason           |
| 169        | 13        | -               | Salty’s Stormy Tale             | 22. Okt. 2003       | -                                     | Polly Churchill       |
| 170        | 14        | -               | Snow Engine                     | 23. Okt. 2003       | -                                     | Jenny McDade          |
| 171        | 15        | -               | Something Fishy                 | 24. Okt. 2003       | -                                     | Paul Larson           |
| 172        | 16        | -               | The Runaway Elephant            | 27. Okt. 2003       | -                                     | George Tarry          |
| 173        | 17        | -               | Peace & Quiet                   | 28. Okt. 2003       | -                                     | Paul Larson           |
| 174        | 18        | -               | Fergus Breaks The Rules         | 29. Okt. 2003       | -                                     | Jan Page              |
| 175        | 19        | -               | Bulgy Rides Again               | 30. Okt. 2003       | -                                     | Brian Trueman         |
| 176        | 20        | -               | Harold & The Flying Horse       | 31. Okt. 2003       | -                                     | Robin Kingsland       |
| 177        | 21        | -               | The Grand Opening               | 3. Nov. 2003        | -                                     | James Mason           |
| 178        | 22        | -               | Best Dressed Engine             | 4. Nov. 2003        | -                                     | Polly Churchill       |
| 179        | 23        | -               | Gordon & Spencer                | 5. Nov. 2003        | -                                     | Lee Pressman          |
| 180        | 24        | -               | Not So Hasty Puddings           | 6. Nov. 2003        | -                                     | Robyn Charteris       |
| 181        | 25        | -               | Trusty Rusty                    | 7. Nov. 2003        | -                                     | James Mason           |
| 182        | 26        | -               | Three Cheers For Thomas         | 10. Nov. 2003       | -                                     | Jan Page              |

## Staffel 8
Stephen Asquith führte für alle Episoden Regie, mit Ausnahme von wiederverwendeten Szenen aus vorherigen Staffeln.
| Nr. (ges.) | Nr. (St.) | Deutscher Titel                                              | Originaltitel                    | Erstausstrahlung UK | Deutschsprachige Erstausstrahlung (D) | Drehbuch              |
| ---------- | --------- | ------------------------------------------------------------ | -------------------------------- | ------------------- | ------------------------------------- | --------------------- |
| 183        | 1         | Thomas und die Tuba                                          | Thomas & The Tuba                | 6. Sep. 2004        | 16. Mai 2006                          | Dave Ingham           |
| 184        | 2         | Percy wird laut                                              | Percy’s New Whistle              | 6. Sep. 2004        | 28. Apr. 2006                         | James Mason           |
| 185        | 3         | Diesels großer Irrtum                                        | Thomas To The Rescue             | 7. Sep. 2004        | 20. Mai 2006                          | Abi Grant Paul Larson |
| 186        | 4         | Henry und der Wunschbaum                                     | Henry & The Wishing Tree         | 7. Sep. 2004        | 17. Mai 2006                          | Abi Grant Paul Larson |
| 187        | 5         | James fühlt sich prächtig                                    | James Gets A New Coat            | 8. Sep. 2004        | 19. Mai 2006                          | Abi Grant             |
| 188        | 6         | In letzter Sekunde                                           | Thomas Saves the Day             | 8. Sep. 2004        | 1. Mai 2006                           | James Mason           |
| 189        | 7         | Percys großer Irrtum                                         | Percy's Big Mistake              | 9. Sep. 2004        | 11. Mai 2006                          | Abi Grant             |
| 190        | 8         | Thomas, Emily und der Schneepflug                            | Thomas, Emily and the Snowplough | 9. Sep. 2004        | 3. Mai 2006                           | Abi Grant             |
| 191        | 9         | Thomas platzt vor Neugier                                    | Don't Tell Thomas                | 10. Sep. 2004       | 12. Mai 2006                          | Paul Larson           |
| 192        | 10        | Emilys neue Strecke                                          | Emily's New Route                | 10. Sep. 2004       | 13. Mai 2006                          | James Mason           |
| 193        | 11        | Thomas und das Feuerwerk                                     | Thomas and the Firework Display  | 11. Sep. 2004       | 27. Apr. 2006                         | Abi Grant Paul Larson |
| 194        | 12        | Gordon sagt, wo's langgeht                                   | Gordon Takes Charge              | 11. Sep. 2004       | 15. Mai 2006                          | Paul Larson           |
| 195        | 13        | Blitzblank                                                   | Spic and Span                    | 12. Sep. 2004       | 5. Mai 2006                           | Marc Seal             |
| 196        | 14        | Edward der Große                                             | Edward the Great                 | 12. Sep. 2004       | 4. Mai 2006                           | Abi Grant             |
| 197        | 15        | Reif für den Schrottplatz?                                   | Squeak, Rattle and Roll          | 13. Sep. 2004       | 2. Mai 2006                           | Marc Seal             |
| 198        | 16        | Geteilter Spaß ist doppelter Spaß                            | Thomas and the Circus            | 13. Sep. 2004       | 15. Mai 2006                          | Abi Grant             |
| 199        | 17        | Thomas macht fast alles richtig                              | Thomas Gets it Right             | 14. Sep. 2004       | 7. Mai 2006                           | Robin Rigby           |
| 200        | 18        | Emily hat's eilig                                            | As Good as Gordon                | 14. Sep. 2004       | 21. Mai 2006                          | Abi Grant             |
| 201        | 19        | Fisch                                                        | Fish                             | 15. Sep. 2004       | 15. Jan. 2009                         | Paul Larson           |
| 202        | 20        | Nettigkeit siegt                                             | Emily’s Adventure                | 15. Sep. 2004       | 30. Apr. 2006                         | Paul Larson           |
| 203        | 21        | Halloween                                                    | Halloween                        | 16. Sep. 2004       | 22. Mai 2006                          | Dave Ingham           |
| 204        | 22        | Du schaffst das, Toby!                                       | You Can Do It, Toby              | 16. Sep. 2004       | 8. Mai 2006                           | Paul Larson           |
| 205        | 23        | James übertreibt                                             | James Goes Too Far               | 17. Sep. 2004       | 6. Mai 2006                           | James Mason           |
| 206        | 24        | Thomas ist verwirrt                                          | Chickens To School               | 17. Sep. 2004       | 14. Mai 2006                          | Paul Larson           |
| 207        | 25        | Alle warten auf Thomas                                       | Too Hot For Thomas               | 18. Sep. 2004       | 18. Mai 2006                          | Paul Larson           |
| 208        | 26        | Percy und der fliegende Teppich/ Percy und der Zauberteppich | Percy & The Magic Carpet         | 18. Sep. 2004       | 9. Mai 2006                           | Abi Grant             |

## Staffel 9
Stephen Asquith bleib der Regisseur und Sharon Miller wird Script Editor.
| Nr. (ges.) | Nr. (St.) | Deutscher Titel                                   | Originaltitel                | Erstausstrahlung UK | Deutschsprachige Erstausstrahlung (D) | Drehbuch       |
| ---------- | --------- | ------------------------------------------------- | ---------------------------- | ------------------- | ------------------------------------- | -------------- |
| 209        | 1         | Percy und der Geist von Sodor                     | Percy & The Oil Painting     | 5. Sep. 2005        | 13. Feb. 2006                         | Abi Grant      |
| 210        | 2         | Thomas und der Regenbogen                         | Thomas & The Rainbow         | 5. Sep. 2005        | 8. Feb. 2006                          | Abi Grant      |
| 211        | 3         | Thomas hat eine gute Idee                         | Thomas’ Milkshake Muddle     | 6. Sep. 2005        | 12. Feb. 2006                         | Marc Seal      |
| 212        | 4         | Wo geht’s lang?                                   | Mighty Mac                   | 6. Sep. 2005        | 11. Feb. 2006                         | Paul Larson    |
| 213        | 5         | Mollys Sonderfahrt                                | Molly’s Special Special      | 7. Sep. 2005        | 10. Feb. 2006                         | Paul Larson    |
| 214        | 6         | Gordon will bewundert werden                      | Respect For Gordon           | 7. Sep. 2005        | 9. Feb. 2006                          | James Mason    |
| 215        | 7         | Der dicke Kontrolleur und das Geburtstagspicknick | Thomas & The Birthday Picnic | 8. Sep. 2005        | 14. Feb. 2006                         | Sharon Miller  |
| 216        | 8         | Das große Tuten                                   | Tuneful Toots                | 8. Sep. 2005        | 17. Feb. 2006                         | Sharon Miller  |
| 217        | 9         | Thomas und der Spielzeugladen                     | Thomas & The Toy Shop        | 9. Sep. 2005        | 30. Jan. 2006                         | James Mason    |
| 218        | 10        | Rheneas und der Dinosaurier                       | Rheneas & The Dinosaur       | 9. Sep. 2005        | 19. Feb. 2006                         | Paul Larson    |
| 219        | 11        | Thomas und die neue Lok                           | Thomas & The New Engine      | 10. Sep. 2005       | 21. Feb. 2006                         | Marc Seal      |
| 220        | 12        | Toby fühlt sich übergangen                        | Toby Feels Left Out          | 10. Sep. 2005       | 15. Feb. 2006                         | Simon A. Brown |
| 221        | 13        | Thomas tut sein Bestes                            | Thomas Tries His Best        | 11. Sep. 2005       | 1. Feb. 2006                          | James Mason    |
| 222        | 14        | Die Wunderlampe                                   | The Magic Lamp               | 11. Sep. 2005       | 24. Feb. 2006                         | Sharon Miller  |
| 223        | 15        | Thomas und das Denkmal                            | Thomas & The Statue          | 12. Sep. 2005       | 5. Feb. 2006                          | Marc Seal      |
| 224        | 16        | Henry und der Fahnenmast                          | Henry & The Flagpole         | 12. Sep. 2005       | 20. Feb. 2006                         | Paul Larson    |
| 225        | 17        | Emily weiß alles besser                           | Emily Knows Best             | 13. Sep. 2005       | 22. Feb. 2006                         | Marc Seal      |
| 226        | 18        | Dennis ist faul                                   | Thomas’ Day Off              | 13. Sep. 2005       | 3. Feb. 2006                          | Sharon Miller  |
| 227        | 19        | Thomas bekommt neue Waggons                       | Thomas’ New Trucks           | 14. Sep. 2005       | 23. Feb. 2006                         | Paul Larson    |
| 228        | 20        | Duncan und das verlassene Bergwerk                | Duncan & The Old Mine        | 14. Sep. 2005       | 2. Feb. 2006                          | James Mason    |
| 229        | 21        | Diesels Märchenstunde                             | Bold & Brave                 | 15. Sep. 2005       | 16. Feb. 2006                         | James Mason    |
| 230        | 22        | Die mutigste Lok der Welt                         | Skarloey The Brave           | 15. Sep. 2005       | 6. Feb. 2006                          | Paul Larson    |
| 231        | 23        | Hilfsaktion für Edward                            | Saving Edward                | 16. Sep. 2005       | 31. Jan. 2006                         | James Mason    |
| 232        | 24        | Thomas und der Steinadler                         | Thomas & The Golden Eagle    | 16. Sep. 2005       | 7. Feb. 2006                          | Abi Grant      |
| 233        | 25        | James hat es zu eilig                             | Keeping Up With James        | 17. Sep. 2005       | 4. Feb. 2006                          | Abi Grant      |
| 234        | 26        | Die Geisterlok                                    | Flour Power                  | 17. Sep. 2005       | 18. Feb. 2006                         | Abi Grant      |

## Staffel 10
| Nr. (ges.) | Nr. (St.) | Deutscher Titel                     | Originaltitel                   | Erstausstrahlung UK | Deutschsprachige Erstausstrahlung (D) | Drehbuch        |
| ---------- | --------- | ----------------------------------- | ------------------------------- | ------------------- | ------------------------------------- | --------------- |
| 235        | 1         | Immer der Mehlspur nach             | Follow That Flour               | 4. Sep. 2006        | 14. Mai 2007                          | Sharon Miller   |
| 236        | 2         | Eine ruhige Fahrt                   | A Smooth Ride                   | 4. Sep. 2006        | 11. Mai 2007                          | Simon Nicholson |
| 237        | 3         | Thomas und das Düsenflugzeug        | Thomas & The Jet Plane          | 5. Sep. 2006        | 10. Mai 2007                          | Abi Grant       |
| 238        | 4         | Percy und der Jahrmarkt             | Percy & The Funfair             | 5. Sep. 2006        | 15. Mai 2007                          | Abi Grant       |
| 239        | 5         | Percy spielt Kontrolleur            | The Green Controller            | 6. Sep. 2006        | 18. Juni 2007                         | Sharon Miller   |
| 240        | 6         | Duncan liebt es laut                | Duncan Drops A Clanger          | 6. Sep. 2006        | 16. Mai 2007                          | Paul Larson     |
| 241        | 7         | Wo ist der Weihnachtsbaum?          | Thomas’ Tricky Tree             | 7. Sep. 2006        | 18. Mai 2007                          | Sharon Miller   |
| 242        | 8         | Tobys freier Nachmittag             | Toby’s Afternoon Off            | 7. Sep. 2006        | 21. Juni 2007                         | Marc Seal       |
| 243        | 9         | Es macht Spaß, Gordon zu sein       | It’s Good To Be Gordon          | 8. Sep. 2006        | 21. Mai 2007                          | Abi Grant       |
| 244        | 10        | Die Besichtigungstour               | Seeing The Sights               | 8. Sep. 2006        | 6. Juni 2007                          | Wayne Jackman   |
| 245        | 11        | Der furchtlose Freddie              | Fearless Freddie                | 9. Sep. 2006        | 1. Juni 2007                          | Simon Nicholson |
| 246        | 12        | Tobys neuer Schuppen                | Toby’s New Shed                 | 9. Sep. 2006        | 22. Mai 2007                          | Simon Nicholson |
| 247        | 13        | Edward teilt aus                    | Edward Strikes Out              | 10. Sep. 2006       | 5. Juni 2007                          | Simon Nicholson |
| 248        | 14        | Thomas und der Zylinder             | Topped Off Thomas               | 10. Sep. 2006       | 4. Juni 2007                          | Pail arson      |
| 249        | 15        | Wo geht’s lang?                     | Which Way Now?                  | 11. Sep. 2006       | 16. Apr. 2009                         | James Mason     |
| 250        | 16        | Thomas und die Sternschnuppe        | Thomas & The Shooting Star      | 11. Sep. 2006       | 8. Juni 2007                          | Abi Grant       |
| 251        | 17        | Der große, starke Henry             | Big Strong Henry                | 12. Sep. 2006       | 23. Mai 2007                          | Sharon Miller   |
| 252        | 18        | Das Kostümfest                      | Sticky Toffee Thomas            | 12. Sep. 2006       | 31. Mai 2007                          | Sharon Miller   |
| 253        | 19        | Der mutige Skarloey                 | Wharf & Peace                   | 13. Sep. 2006       | 25. Mai 2007                          | Abi Grant       |
| 254        | 20        | Thomas und sein winterlicher Freund | Thomas’ Frosty Friend           | 13. Sep. 2006       | 24. Mai 2007                          | Sharon Miller   |
| 255        | 21        | Emily und die Reisezugwagen         | Emily & The Special Coaches     | 14. Sep. 2006       | 30. Mai 2007                          | James Mason     |
| 256        | 22        | Thomas und die Fußballmannschaft    | Thomas & The Colours            | 14. Sep. 2006       | 29. Mai 2007                          | Marc Seal       |
| 257        | 23        | Thomas und die Geburtstagsgeschenke | Thomas & The Birthday Mail      | 15. Sep. 2006       | 13. Juni 2007                         | James Mason     |
| 258        | 24        | Duncans Trick                       | Duncan’s Bluff                  | 15. Sep. 2006       | 14. Juni 2007                         | Paul Larson     |
| 259        | 25        | Die verschwundenen Waggons          | Missing Trucks                  | 16. Sep. 2006       | 12. Juni 2007                         | Wayne Jackman   |
| 260        | 26        | Thomas auf Schatzsuche              | Thomas & The Treasure           | 16. Sep. 2006       | 15. Juni 2007                         | Marc Seal       |
| 261        | 27        | James will aufs Plakat              | James The Second Best           | 17. Sep. 2006       | 19. Juni 2007                         | Paul Larson     |
| 262        | 28        | Skarloeys großer Ausflug            | Thomas & Skarloey’s Big Day Out | 17. Sep. 2006       | 20. Juni 2007                         | Paul Larson     |

## Staffel 11
Die letzten sechs Episoden wurden auf der Die Abenteuer der Loks-DVD (Engines and Escapades) veröffentlicht, bevor sie im Fernsehen ausgestrahlt wurden.
| Nr. (ges.) | Nr. (St.) | Deutscher Titel                      | Originaltitel                | Erstausstrahlung UK | Deutschsprachige Erstausstrahlung (D) | Drehbuch      |
| ---------- | --------- | ------------------------------------ | ---------------------------- | ------------------- | ------------------------------------- | ------------- |
| 263        | 1         | Thomas und die Geschichtenerzählerin | Thomas And The Storyteller   | 3. Sep. 2007        | 4. Apr. 2008                          | Abi Grant     |
| 264        | 2         | Emily und die Schmuddel-Lok          | Emily’s Rubbish              | 3. Sep. 2007        | 1. Apr. 2008                          | Wayne Jackman |
| 265        | 3         | Spencer, der Angeber                 | Dream On                     | 4. Sep. 2007        | 2. Apr. 2008                          | Neil Richards |
| 266        | 4         | Der Star des Abends                  | Dirty Work                   | 4. Sep. 2007        | 14. Apr. 2008                         | Wayne Jackman |
| 267        | 5         | Hector, der Schreckliche             | Hector The Horrid            | 5. Sep. 2007        | 3. Apr. 2008                          | Simon Spencer |
| 268        | 6         | Gordon und der Ingenieur             | Gordon And The Engineer      | 5. Sep. 2007        | 31. März 2008                         | Paul Larson   |
| 269        | 7         | Percy sieht ein Raumschiff           | Thomas And The Spaceship     | 6. Sep. 2007        | 3. Apr. 2008                          | Sharon Miller |
| 270        | 8         | Die Glückswaggons                    | Henry’s Lucky Day            | 6. Sep. 2007        | 8. Apr. 2008                          | Paul Larson   |
| 271        | 9         | Thomas und der Leuchtturm            | Thomas And The Lighthouse    | 7. Sep. 2007        | 7. Apr. 2008                          | Abi Grant     |
| 272        | 10        | Die neue Dampfpfeife                 | Thomas And The Big Bang      | 7. Sep. 2007        | 11. Apr. 2008                         | Abi Grant     |
| 273        | 11        | Der große Zauberer                   | Smoke And Mirrors            | 8. Sep. 2007        | 8. Apr. 2008                          | Neil Richards |
| 274        | 12        | Thomas setzt die Segel               | Thomas Sets Sails            | 8. Sep. 2007        | 1. Apr. 2008                          | Sharon Miller |
| 275        | 13        | Ach, du dummer Billy!                | Don’t Be Silly, Billy!       | 9. Sep. 2007        | 9. Apr. 2008                          | Sharon Miller |
| 276        | 14        | Fragen kostet nichts                 | Edward And The Mail          | 9. Sep. 2007        | 10. Apr. 2008                         | Paul Larson   |
| 277        | 15        | Thomas schummelt                     | Hide And Peep                | 10. Sep. 2007       | 31. März 2008                         | Simon Spencer |
| 278        | 16        | Tobys großer Tag                     | Toby’s Triumph               | 10. Sep. 2007       | 9. Apr. 2008                          | Abi Grant     |
| 279        | 17        | Thomas und der Ausreißer             | Thomas And The Runaway Car   | 11. Sep. 2007       | 10. Apr. 2008                         | Sharon Miller |
| 280        | 18        | Thomas klappert                      | Thomas In Trouble            | 11. Sep. 2007       | 14. Apr. 2008                         | Wayne Jackman |
| 281        | 19        | Thomas und der Stinkekäse            | Thomas And The Stinky Cheese | 12. Sep. 2007       | 16. Apr. 2008                         | Paul Larson   |
| 282        | 20        | Percy und das vergessene Gepäck      | Percy And The Left Luggage   | 12. Sep. 2007       | 15. Apr. 2008                         | Abi Grant     |
| 283        | 21        | Skarloey besiegt seine Angst         | Skarloey Storms Through      | 9. Jan. 2008        | 4. Apr. 2008                          | Neil Richards |
| 284        | 22        | Spaß auf der Straße                  | Cool Truckings               | 10. Jan. 2008       | 20. Apr. 2008                         | Paul Larson   |
| 285        | 23        | Das große Schrubben                  | Wash Behind Your Buffers     | 11. Jan. 2008       | 11. Apr. 2008                         | Paul Larson   |
| 286        | 24        | Duncan übernimmt sich                | Duncan Does it All           | 13. Jan. 2008       | 15. Apr. 2008                         | Wayne Jackman |
| 287        | 25        | Sir Handel führt das Kommando        | Sir Handel in Charge         | 14. Jan. 2008       | 7. Apr. 2008                          | Simon Spencer |
| 288        | 26        | Klingel gesucht                      | Ding-A-Ling                  | 15. Jan. 2008       | 16. Apr. 2008                         | Sharon Miller |

## Staffel 12
Sharon Miller ist nun Head Writer. Stephen Asquith führt ein letztes Mal Regie für die Live Action-Szenen, Greg Tiernan und Dino Athanassiou für die CGI-Elemente.
| Nr. (ges.) | Nr. (St.) | Deutscher Titel                    | Originaltitel                 | Erstausstrahlung UK | Deutschsprachige Erstausstrahlung (D) | Drehbuch       |
| ---------- | --------- | ---------------------------------- | ----------------------------- | ------------------- | ------------------------------------- | -------------- |
| 289        | 1         | Thomas und die Plakatwand          | Thomas And The Billboard      | 1. Sep. 2008        | 21. Apr. 2009                         | Mark Robertson |
| 290        | 2         | Der zuverlässige Edward            | Steady Eddie                  | 2. Sep. 2008        | 22. Apr. 2009                         | Sharon Miller  |
| 291        | 3         | Übereifrige Rosie                  | Rosie’s Funfair Special       | 3. Sep. 2008        | 23. Apr. 2009                         | Andrew Viner   |
| 292        | 4         | Peter Sams Entdeckung              | Mountain Marvel               | 4. Sep. 2008        | 24. Apr. 2009                         | Sharon Miller  |
| 293        | 5         | Henry liegt falsch                 | Henry Get It Wrong            | 5. Sep. 2008        | 27. Apr. 2009                         | Abi Grant      |
| 294        | 6         | Thomas übernimmt sich              | Heave Ho Thomas               | 8. Sep. 2008        | 28. Apr. 2009                         | Sharon Miller  |
| 295        | 7         | Tobys Überraschung                 | Toby’s Special Surprise       | 9. Sep. 2008        | 29. Apr. 2009                         | Sharon Miller  |
| 296        | 8         | Ausgezeichnete Emily               | Excellent Emily               | 10. Sep. 2008       | 30. Apr. 2009                         | Paul Larson    |
| 297        | 9         | Die Überraschungsparty             | The Party Surprise            | 11. Sep. 2008       | 1. Mai 2009                           | Simon Spencer  |
| 298        | 10        | Thomas der Held                    | Saved You!                    | 12. Sep. 2008       | 4. Mai 2009                           | Paul Larson    |
| 299        | 11        | Duncan und der Heißluftballon      | Duncan And The Hot Air Ballon | 15. Sep. 2008       | 5. Mai 2009                           | Mark Robertson |
| 300        | 12        | Auf einen guten Waggon ist Verlass | James Works It Out            | 16. Sep. 2008       | 11. Mai 2009                          | Simon Spencer  |
| 301        | 13        | Toby und Flora                     | Tram Trouble                  | 17. Sep. 2008       | 12. Mai 2009                          | Sharon Miller  |
| 302        | 14        | Nicht rückwärts                    | Don’t Go Back                 | 18. Sep. 2008       | 13. Mai 2009                          | Simon Spencer  |
| 303        | 15        | Gordon nimmt eine Abkürzung        | Gordon Takes A Shortcut       | 19. Sep. 2008       | 14. Mai 2009                          | Wayne Jackman  |
| 304        | 16        | Der Mann in den Bergen             | The Man In The Hills          | 22. Sep. 2008       | 15. Mai 2009                          | Sharon Miller  |
| 305        | 17        | Quietschende Bremsen               | Thomas Puts The Brakes On     | 23. Sep. 2008       | 18. Mai 2009                          | Mark Robertson |
| 306        | 18        | Das Überraschungskonzert           | Percy And The Bandstand       | 24. Sep. 2008       | 19. Mai 2009                          | Paul Larson    |
| 307        | 19        | Was für ein Theater!               | Push Me, Pull You             | 25. Sep. 2008       | 20. Mai 2009                          | Sharon Miller  |
| 308        | 20        | Beste Freunde                      | Best Friends                  | 26. Sep. 2008       | 21. Mai 2009                          | Anna Starkey   |

## Staffel 13
Durch die vollständige CGI-Animation übernimmt Greg Tiernan die Regie.
| Nr. (ges.) | Nr. (St.) | Deutscher Titel                                       | Originaltitel               | Erstausstrahlung UK | Deutschsprachige Erstausstrahlung (D) | Drehbuch           |
| ---------- | --------- | ----------------------------------------------------- | --------------------------- | ------------------- | ------------------------------------- | ------------------ |
| 309        | 1         | Knirschender Cranky                                   | Creaky Cranky               | 25. Jan. 2010       | 12. Apr. 2010                         | Sharon Miller      |
| 310        | 2         | Der Löwe von Sodor                                    | The Lion Of Sodor           | 26. Jan. 2010       | 13. Apr. 2010                         | Mark Robertson     |
| 311        | 3         | Schweinchenrosa                                       | Tickled Pink                | 27. Jan. 2010       | 14. Apr. 2010                         | Allan Plenderleith |
| 312        | 4         | Der Doppelgänger                                      | Double Trouble              | 28. Jan. 2010       | 15. Apr. 2010                         | Sharon Miller      |
| 313        | 5         | Rutschiges Sodor                                      | Slippy Sodor                | 29. Jan. 2010       | 16. Apr. 2010                         | Mark Robertson     |
| 314        | 6         | Der frühe Vogel…                                      | The Early Bird              | 1. Feb. 2010        | 19. Apr. 2010                         | David Richard Fox  |
| 315        | 7         | Lustig oder nützlich?                                 | Play Time                   | 2. Feb. 2010        | 20. Apr. 2010                         | Sharon Miller      |
| 316        | 8         | Thomas und die Ferkel                                 | Thomas And The Pigs         | 3. Feb. 2010        | 21. Apr. 2010                         | Allan Plenderleith |
| 317        | 9         | Die besondere Vorlesestunde                           | Time For A Story            | 4. Feb. 2010        | 22. Apr. 2010                         | Miranda Larson     |
| 318        | 10        | Percys Paket                                          | Percy’s Parcel              | 5. Feb. 2010        | 23. Apr. 2010                         | Robyn Charteris    |
| 319        | 11        | Tobys neue Pfeife                                     | Toby’s New Whistle          | 8. Feb. 2010        | 26. Apr. 2010                         | Louise Kramskoy    |
| 320        | 12        | Das Blumendurcheinander                               | A Blooming Mess             | 9. Feb. 2010        | 27. Apr. 2010                         | Miranda Larson     |
| 321        | 13        | Thomas auf Drachenjagd                                | Thomas And The Runaway Kite | 10. Feb. 2010       | 28. Apr. 2010                         | Louise Kramskoy    |
| 322        | 14        | Zuhören hilft!                                        | Steamy Sodor                | 11. Feb. 2010       | 29. Apr. 2010                         | Sharon Miller      |
| 323        | 15        | Plitsch, plasch, nass/ Das Plitsch-Platsch-Nass-Spiel | Splish, Splash, Splosh!     | 12. Feb. 2010       | 30. Apr. 2010                         | Sharon Miller      |
| 324        | 16        | Das tollste Geschenk von allen                        | The Biggest Present Of All  | 15. Feb. 2010       | 3. Mai 2010                           | Sharon Miller      |
| 325        | 17        | Verschneite Gleise                                    | Snow Tracks                 | 16. Feb. 2010       | 4. Mai 2010                           | Alan Hescott       |
| 326        | 18        | Henry will helfen                                     | Henry’s Good Deeds          | 17. Feb. 2010       | 5. Mai 2010                           | Alan Hescott       |
| 327        | 19        | Emsige Bienen                                         | Buzzy Bees                  | 18. Feb. 2010       | 6. Mai 2010                           | Sharon Miller      |
| 328        | 20        | Der Herr des Kuddelmuddels                            | Hiro Helps Out              | 19. Feb. 2010       | 7. Mai 2010                           | Sharon Miller      |

## Staffel 14
| Nr. (ges.) | Nr. (St.) | Deutscher Titel                                                    | Originaltitel              | Erstausstrahlung UK | Deutschsprachige Erstausstrahlung (D) | Drehbuch              |
| ---------- | --------- | ------------------------------------------------------------------ | -------------------------- | ------------------- | ------------------------------------- | --------------------- |
| 329        | 1         | Thomas’ großer Freund                                              | Thomas’ Tall Friend        | 11. Okt. 2010       | 2. Mai 2011                           | Sharon Miller         |
| 330        | 2         | James tappt im Dunkeln                                             | James In The Dark          | 12. Okt. 2010       | 3. Mai 2011                           | Mark Robertson        |
| 331        | 3         | Sodor United                                                       | Pingy Pongy Pick Up        | 13. Okt. 2010       | 4. Mai 2011                           | Mirana Larson         |
| 332        | 4         | Charlie und Edward                                                 | Charlie & Eddie            | 14. Okt. 2010       | 5. Mai 2011                           | Sharon Miller         |
| 333        | 5         | Toby und der Flüsterwald                                           | Toby & The Whistling Woods | 15. Okt. 2010       | 6. Mai 2011                           | Louise Kramskoy       |
| 334        | 6         | Henry und der Arbeitsschutz                                        | Henry’s Health & Safety    | 18. Okt. 1010       | 9. Mai 2011                           | Sharon Miller         |
| 335        | 7         | Diesel ist neidisch                                                | Diesel’s Special Delivery  | 19. Okt. 2010       | 10. Mai 2011                          | Jessica Sandys Clarke |
| 336        | 8         | Das lustige Geräusch                                               | Pop Goes Thomas            | 20. Okt. 2010       | 11. Mai 2011                          | Mark Robertson        |
| 337        | 9         | Victor übernimmt sich                                              | Victor Says Yes            | 21. Okt. 2010       | 12. Mai 2011                          | Denise Cassar         |
| 338        | 10        | Der Bahninspektor                                                  | Thomas In Charge           | 22. Okt. 2010       | 13. Mai 2011                          | Mark Daydy            |
| 339        | 11        | Percy will wie Gordon sein/ Percy will Gordon sein                 | Being Percy                | 25. Okt. 2010       | 16. Mai 2011                          | Rachel Dawson         |
| 340        | 12        | Der Stern von Knapford                                             | Merry Winter Wish          | 26. Okt. 2010       | 21. Dez. 2010                         | Miranda Larson        |
| 341        | 13        | Thomas und seine Schneemann-Party/ Thomas und die Schneemann-Party | Thomas & The Snowman Party | 27. Okt. 2010       | 17. Mai 2011                          | Jessica Sandys Clarke |
| 342        | 14        | Thomas in Hektik                                                   | Thomas’ Crazy Day          | 28. Okt. 2010       | 18. Mai 2011                          | Sharon Miller         |
| 343        | 15        | Vorsicht, Jobiholz!                                                | Jumping Jobi Wood!         | 29. Okt. 2010       | 19. Mai 2011                          | Sharon Miller         |
| 344        | 16        | Thomas und Scruff                                                  | Thomas & Scruff            | 1. Nov. 2010        | 20. Mai 2011                          | Sharon Miller         |
| 345        | 17        | Der Aufräum-Tag                                                    | O The Indignity            | 2. Nov. 2010        | 23. Mai 2011                          | Sharon Miller         |
| 346        | 18        | Spaß auf der Nebelinsel                                            | Jitters & Japes            | 3. Nov. 2010        | 24. Mai 2011                          | Sharon Miller         |
| 347        | 19        | Die Nebelinsel-Party                                               | Merry Misty Island         | 4. Nov. 2010        | 22. Dez. 2010                         | Sharon Miller         |
| 348        | 20        | Henrys geheimnisvolle Kiste                                        | Henry’s Magic Box          | 8. Nov. 2010        | 20. Dez. 2010                         | Sharon Miller         |

## Staffel 15
| Nr. (ges.) | Nr. (St.) | Deutscher Titel            | Originaltitel        | Erstausstrahlung UK | Deutschsprachige Erstausstrahlung (D) | Drehbuch                      |
| ---------- | --------- | -------------------------- | -------------------- | ------------------- | ------------------------------------- | ----------------------------- |
| 349        | 1         | Gordon und Ferdinand       | Gordon And Ferdinand | 1. März 2011        | 7. Nov. 2011                          | Sharon Miller                 |
| 350        | 2         | Toby und Bash              | Toby And Bash        | 2. März 2011        | 8. Nov. 2011                          | Sharon Miller                 |
| 351        | 3         | Emily und Dash             | Emily And Dash       | 3. März 2011        | 9. Nov. 2011                          | Sharon Miller                 |
| 352        | 4         | Percy’s neue Freunde       | Percy’s New Friend   | 4. März 2011        | 10. Nov. 2011                         | Gerard Foster                 |
| 353        | 5         | Edward der Held            | Edward The Hero      | 7. März 2011        | 11. Nov. 2011                         | Sharon Miller                 |
| 354        | 6         | Die Rettungs-Loks          | James To The Rescue  | 8. März 2011        | 14. Nov. 2011                         | Sharon Miller                 |
| 355        | 7         | Glücklicher Hiro           | Happy Hiro           | 9. März 2011        | 15. Nov. 2011                         | Sharon Miller                 |
| 356        | 8         | Auf und davon              | Up, Up And Away      | 10. März 2011       | 16. Nov. 2011                         | Sharon Miller                 |
| 357        | 9         | Henrys Spezialkohle        | Henry’s Happy Coal   | 11. März 2011       | 17. Nov. 2011                         | Sharon Miller                 |
| 358        | 10        | Wo bleibt der Schnee?      | Let It Snow          | 14. März 2011       | 18. Nov. 2011                         | Sharon Miller                 |
| 359        | 11        | Die Winter Werkstatt-Party | Surprise, Surprise   | 15. März 2011       | 21. Nov. 2011                         | Sharon Miller                 |
| 360        | 12        | Spencers Irrfahrt          | Spencer The Grand    | 16. März 2011       | 22. Nov. 2011                         | Jessica Sandys Clarke         |
| 361        | 13        | Bertie kommt herum         | Stop That Bus        | 17. März 2011       | 23. Nov. 2011                         | Sharon Miller                 |
| 362        | 14        | Ich häng an dir            | Stuck On You         | 18. März 2011       | 24. Nov. 2011                         | Sharon Miller                 |
| 363        | 15        | Die große Belle            | Big Belle            | 21. März 2011       | 25. Nov. 2011                         | Sharon Miller                 |
| 364        | 16        | Kevin spielt Dampflok      | Kevin The Steamy     | 22. März 2011       | 28. Nov. 2011                         | Laurie Israel Rachel Ruderman |
| 365        | 17        | Die kaputte Pfeife         | Wonky Whistle        | 23. März 2011       | 29. Nov. 2011                         | Neil Ben                      |
| 366        | 18        | Percy die Schneelok        | Percy The Snowman    | 24. März 2011       | 30. Nov. 2011                         | Lizzie Ennever                |
| 367        | 19        | Der Baum-Wettstreit        | Tree Trouble         | 25. März 2011       | 1. Dez. 2011                          | Sharon Miller                 |
| 368        | 20        | Der feurige Flynn          | Fiery Flynn          | 28. März 2011       | 2. Dez. 2011                          | Sharon Miller                 |

## Staffel 16
| Nr. (ges.) | Nr. (St.) | Deutscher Titel                              | Originaltitel                    | Erstausstrahlung UK | Deutschsprachige Erstausstrahlung (D) | Drehbuch                     |
| ---------- | --------- | -------------------------------------------- | -------------------------------- | ------------------- | ------------------------------------- | ---------------------------- |
| 369        | 1         | Schnell zur Rettung!                         | Race To The Rescue               | 20. Feb. 2012       | 5. Nov. 2012                          | Sharon Miller                |
| 370        | 2         | Spring an, Old Wheezy!                       | Ol’ Wheezy Wobbles               | 21. Feb. 2012       | 6. Nov. 2012                          | Sharon Miller                |
| 371        | 3         | Der Schnellzug fährt jetzt durch!            | Express Coming Through           | 22. Feb. 2012       | 7. Nov. 2012                          | Sharon Miller                |
| 372        | 4         | Percy und das Monster von Brendam            | Percy And The Monster Of Brendam | 23. Feb. 2012       | 8. Nov. 2012                          | Sharon Miller                |
| 373        | 5         | Der sprechende Schneemann                    | Ho Ho Snowman                    | 24. Feb. 2012       | 9. Nov. 2012                          | Sharon Miller                |
| 374        | 6         | Bitte lächeln!                               | Flash Bang Wallop!               | 27. Feb. 2012       | 12. Nov. 2012                         | Jessica Sandys Clarke        |
| 375        | 7         | Thomas und der Müllzug                       | Thomas And The Rubbish Train     | 28. Feb. 2012       | 13. Nov. 2012                         | Andrew Viner                 |
| 376        | 8         | Hupen und Tuten                              | Thomas Toots The Crows           | 29. Feb. 2012       | 14. Nov. 2012                         | Dan Wicksman Nuria Wicksman  |
| 377        | 9         | Da platzen einem doch die Puffer!            | Bust My Buffers!                 | 1. März 2012        | 15. Nov. 2012                         | Sharon Miller                |
| 378        | 10        | Percy und die Dampforgel                     | Percy And The Calliope           | 2. März 2012        | 16. Nov. 2012                         | Max Allen                    |
| 379        | 11        | Thomas und die Klänge von Sodor              | Thomas And The Sounds Of Sodor   | 5. März 2012        | 19. Nov. 2012                         | Gerhard Foster               |
| 380        | 12        | Das perfekte Geschenk für Salty              | Salty’s Surprise                 | 6. März 2012        | 20. Nov. 2012                         | Sharon Miller                |
| 381        | 13        | Der Sodor-Überraschungstag                   | Sodor Surprise Day               | 7. März 2012        | 21. Nov. 2012                         | Jessica Kedward Kirsty Peart |
| 382        | 14        | Emilys großer Wunsch                         | Emily’s Winter Party Special     | 8. März 2012        | 22. Nov. 2012                         | Max Allen                    |
| 383        | 15        | Bloß nicht schmutzig werden                  | Muddy Matters                    | 9. März 2012        | 23. Nov. 2012                         | Max Allen                    |
| 384        | 16        | Miefs Traum                                  | Whiff’s Wish                     | 12. März 2012       | 26. Nov. 2012                         | Andy Bernhardt               |
| 385        | 17        | Willkommen, Stafford!                        | Welcome Stafford!                | 13. März 2012       | 27. Nov. 2012                         | Sharon Miller                |
| 386        | 18        | Chef zu sein, ist nicht leicht               | Don’t Bother Victor              | 14. März 2012       | 29. Nov. 2012                         | Sharon Miller                |
| 387        | 19        | Eine Überraschung für den dicken Kontrolleur | Happy Birthday Sir!              | 15. März 2012       | 30. Nov. 2012                         | Sharon Miller                |
| 388        | 20        | Die Weihnachtsbaum-Suche                     | The Christmas Tree Express       | 25. Dez. 2012       | 28. Nov. 2012                         | Sharon Miller                |

## Staffel 17
Durch den Kauf von Mattel ist das Autoren-Team ein neues, Andrew Brenner ist der Head Writer und auch das Animationsstudio wurde geändert, weshalb David Baas Regie führt.
| Nr. (ges.) | Nr. (St.) | Deutscher Titel                      | Originaltitel                     | Erstausstrahlung UK | Deutschsprachige Erstausstrahlung (D) | Drehbuch                   |
| ---------- | --------- | ------------------------------------ | --------------------------------- | ------------------- | ------------------------------------- | -------------------------- |
| 389        | 1         | Kevin hilft Cranky                   | Kevin’s Cranky Friend             | 3. Juni 2013        | 6. Nov. 2014                          | Lee Pressman               |
| 390        | 2         | Scruffs neue Lackierung              | Scruff’s Makeover                 | 4. Juni 2013        | 7. Nov. 2014                          | Lee Pressman               |
| 391        | 3         | Winston fährt alleine los            | Wayward Winston                   | 5. Juni 2013        | 12. Nov. 2014                         | Lee Pressman               |
| 392        | 4         | Gordon verliert Wasser               | Gordon Runs Dry                   | 6. Juni 2013        | 4. Nov. 2014                          | Andrew Brenner             |
| 393        | 5         | Caitlins Nacht auf Sodor             | Calm Down Caitlin                 | 7. Juni 2013        | 11. Nov. 2014                         | Davey Moore                |
| 394        | 6         | Der dampfende Stafford               | Steamie Stafford                  | 10. Juni 2013       | 3. Nov. 2014                          | Laura Beaumont Paul Larson |
| 395        | 7         | Henrys Held                          | Henry’s Hero                      | 11. Juni 2013       | 13. Nov. 2014                         | Laura Beaumont Paul Larson |
| 396        | 8         | Lukes neuer Freund                   | Luke’s New Friend                 | 12. Juni 2013       | 14. Nov. 2014                         | Davey Moore                |
| 397        | 9         | Luke und Millie tauschen             | The Switch                        | 13. Juni 2013       | 17. Nov. 2014                         | Davey Moore                |
| 398        | 10        | Nicht jetzt, Charlie!                | Not Now, Charlie!                 | 14. Juni 2013       | 18. Nov. 2014                         | Davey Moore                |
| 399        | 11        | Der verlorene Schnaufer              | The Lost Puff                     | 30. Sep. 2013       | 5. Nov. 2014                          | Davey Moore                |
| 400        | 12        | Die Thomas-Methode                   | The Thomas Way                    | 1. Okt. 2013        | 19. Nov. 2014                         | Laura Beaumont Paul Larson |
| 401        | 13        | Der Geister-Express                  | The Phantom Express               | 2. Okt. 2013        | 20. Nov. 2014                         | Laura Beaumont Paul Larson |
| 402        | 14        | Percys Glückstag                     | Percy’s Lucky Day                 | 3. Okt. 2013        | 24. Nov. 2014                         | Davey Moore                |
| 403        | 15        | Bill oder Ben?                       | Bill Or Ben?                      | 4. Okt. 2013        | 26. Nov. 2014                         | Andrew Brenner             |
| 404        | 16        | Zu viele Feuerwehrloks               | Too Many Fire Engines             | 5. Nov. 2013        | 10. Nov. 2014                         | Andrew Brenner             |
| 405        | 17        | Thomas’ Schneepflug                  | No Snow For Thomas                | 23. Dez. 2013       | 25. Nov. 2014                         | Laura Beaumont Paul Larson |
| 406        | 18        | Thomas mit der roten Nase            | Santa’s Little Engine             | 24. Dez. 2013       | 28. Nov. 2014                         | Andrew Brenner             |
| 407        | 19        | Der verschwundene Weihnachtsschmuck  | The Missing Christmas Decorations | 25. Dez. 2013       | 27. Nov. 2014                         | Andrew Brenner             |
| 408        | 20        | Die festgefrorene Drehscheibe        | The Frozen Turntable              | 26. Dez. 2013       | 21. Nov. 2014                         | Andrew Brenner             |
| 409        | 21        | Salty, die Hafenlok                  | Away From The Sea                 | 5. Juli 2014        | 24. Apr. 2015                         | Andrew Brenner             |
| 410        | 22        | Harveys erste Lieferung              | Gone Fishing                      | 5. Juli 2014        | 29. Apr. 2015                         | Andrew Brenner             |
| 411        | 23        | Die Kaffeefahrt                      | The Afternoon Tea Express         | 6. Juli 2014        | 30. Apr. 2015                         | Laura Beaumont Paul Larson |
| 412        | 24        | Der Stinkende Hering                 | The Smelly Kipper                 | 6. Juli 2014        | 28. Apr. 2015                         | Andrew Brenner             |
| 413        | 25        | Hiro und die widerspenstigen Waggons | No More Mr. Nice Engine           | 21. Nov. 2014       | 23. Apr. 2015                         | Laura Beaumont Paul Larson |
| 414        | 26        | Thomas’ Abkürzung                    | Thomas’ Shortcut                  | 21. Nov. 2014       | 27. Apr. 2015                         | Andrew Brenner             |

## Staffel 18
Verschiedene Regisseure wurden auf die Episoden aufgeteilt. In Deutschland wurden nur die Folgen 21–26 übersetzt.
| Nr. (ges.) | Nr. (St.) | Deutscher Titel                  | Originaltitel                   | Erstausstrahlung UK | Deutschsprachige Erstausstrahlung (D) | Regie        | Drehbuch                                 |
| ---------- | --------- | -------------------------------- | ------------------------------- | ------------------- | ------------------------------------- | ------------ | ---------------------------------------- |
| 415        | 1         | -                                | Old Reliable Edward             | 25. Aug. 2014       | -                                     | David Stoten | Andrew Brenner                           |
| 416        | 2         | -                                | Not So Slow Coaches             | 26. Aug. 2014       | -                                     | David Stoten | Paul Larson Laura Beaumont               |
| 417        | 3         | -                                | Flatbeds Of Fear                | 27. Aug. 2014       | -                                     | David Stoten | Paul Larson Laura Beaumont               |
| 418        | 4         | -                                | Disappearing Diesels            | 28. Aug. 2014       | -                                     | David Stoten | Andrew Brenner                           |
| 419        | 5         | -                                | Signals Crossed                 | 29. Aug. 2014       | -                                     | David Stoten | Mark Huckerby Nick Ostler                |
| 420        | 6         | -                                | Toad’s Adventure                | 1. Sep. 2014        | -                                     | David Stoten | Mark Huckerby Nick Ostler                |
| 421        | 7         | -                                | Duck In The Water               | 2. Sep. 2014        | -                                     | David Stoten | Andrew Brenner                           |
| 422        | 8         | -                                | Duck And The Slip Coaches       | 3. Sep. 2014        | -                                     | David Stoten | Mark Huckerby Nick Ostler                |
| 423        | 9         | -                                | Thomas The Quarry Engine        | 4. Sep. 2014        | -                                     | David Stoten | Andrew Brenner                           |
| 424        | 10        | -                                | Thomas And The Emergency Cable  | 5. Sep. 2014        | -                                     | David Stoten | Andrew Brenner                           |
| 425        | 11        | -                                | Duncan And The Grumpy Passenger | 8. Sep. 2014        | -                                     | Don Spencer  | Davey Moore                              |
| 426        | 12        | -                                | Marion And The Pipe             | 9. Sep. 2014        | -                                     | Don Spencer  | Mark Huckerby Nick Ostler                |
| 427        | 13        | -                                | Missing Gator                   | 10. Sep. 2014       | -                                     | Don Spencer  | Andrew Brenner                           |
| 428        | 14        | -                                | No Steam Without Coal           | 11. Sep. 2014       | -                                     | Don Spencer  | Davey Moore                              |
| 429        | 15        | -                                | Spencer’s VIP                   | 12. Sep. 2014       | -                                     | Don Spencer  | Andrew Brenner                           |
| 430        | 16        | -                                | Toad’s Bright Idea              | 15. Sep. 2014       | -                                     | Don Spencer  | Davey Moore                              |
| 431        | 17        | -                                | Long Lost Friend                | 23. Dez. 2014       | -                                     | Don Spencer  | Mark Huckerby Nick Ostler                |
| 432        | 18        | -                                | Last Train For Christmas        | 24. Dez. 2014       | -                                     | Don Spencer  | Andrew Brenner                           |
| 433        | 19        | -                                | Duncan The Humbug               | 25. Dez. 2014       | -                                     | Don Spencer  | Davey Moore                              |
| 434        | 20        | -                                | The Perfect Gift                | 26. Dez. 2014       | -                                     | Don Spencer  | Davey Moore                              |
| 435        | 21        | Emily rettet die Welt            | Emily Saves The World           | 27. Juli 2015       | 2. Nov. 2015                          | Don Spencer  | Paul Larson Laura Beaumont Sam Wilkinson |
| 436        | 22        | Timothy und der Regenbogenwaggon | Timothy And The Rainbow Truck   | 28. Juli 2015       | 3. Nov. 2015                          | Don Spencer  | Davey Moore                              |
| 437        | 23        | Marion und die Dinosaurier       | Marion And The Dinosaurs        | 29. Juli 2015       | 4. Nov. 2015                          | Don Spencer  | Andrew Brenner                           |
| 438        | 24        | Samson zu Ihren Diensten         | Samson At Your Service          | 30. Juli 2015       | 5. Nov. 2015                          | Don Spencer  | Davey Moore                              |
| 439        | 25        | Samson sammelt Schrott           | Samson Sent For Scrap           | 31. Juli 2015       | 6. Nov. 2015                          | Don Spencer  | Mark Huckerby Nick Ostler                |
| 440        | 26        | Millie und der Vulkan            | Millie And The Volcano          | 31. Juli 2015       | 9. Nov. 2015                          | Don Spencer  | Andrew Brenner                           |

## Staffel 19
In Deutschland wurden nur die Folgen Nummer 13–18 übersetzt.
| Nr. (ges.) | Nr. (St.) | Deutscher Titel                 | Originaltitel                       | Erstausstrahlung UK | Deutschsprachige Erstausstrahlung (D) | Regie                                                | Drehbuch                  |
| ---------- | --------- | ------------------------------- | ----------------------------------- | ------------------- | ------------------------------------- | ---------------------------------------------------- | ------------------------- |
| 441        | 1         | -                               | Who’s Geoffrey?                     | 21. Sep. 2015       | -                                     | Don Spencer                                          | Lee Pressman              |
| 442        | 2         | -                               | The Truth About Toby                | 22. Sep. 2015       | -                                     | Don Spencer                                          | Davey Moore               |
| 443        | 3         | -                               | Lost Property                       | 23. Sep. 2015       | -                                     | Don Spencer                                          | Helen Farrall             |
| 444        | 4         | -                               | Henry Spots Trouble                 | 24. Sep. 2015       | -                                     | Don Spencer                                          | Davey Moore               |
| 445        | 5         | -                               | A Cranky Christmas                  | 4. Jan. 2016        | -                                     | Don Spencer                                          | Mark Huckerby Nick Ostler |
| 446        | 6         | -                               | Snow Place Like Home                | 5. Jan. 2016        | -                                     | Don Spencer                                          | Lee Pressman              |
| 447        | 7         | -                               | The Beast Of Sodor                  | 6. Jan. 2016        | -                                     | Don Spencer                                          | Becky Overton             |
| 448        | 8         | -                               | Toad And The Whale                  | 14. März 2016       | -                                     | Don Spencer                                          | Helen Farrall             |
| 449        | 9         | -                               | Very Important Sheep                | 15. März 2016       | -                                     | Don Spencer                                          | Helen Farrall             |
| 450        | 10        | -                               | Salty All At Sea                    | 16. März 2016       | -                                     | Don Spencer                                          | Lee Pressman              |
| 451        | 11        | -                               | Den And Dart                        | 17. März 2016       | -                                     | Dianna Basso Don Spencer                             | Davey Moore               |
| 452        | 12        | -                               | Helping Hiro                        | 18. März 2016       | -                                     | Don Spencer Greg Tiernan (Archivmaterial)            | Mark Huckerby Nick Ostler |
| 453        | 13        | Der langsame Stephen            | Slow Stephen                        | 11. Juli 2016       | 4. Okt. 2016                          | Don Spencer                                          | Helen Farrall             |
| 454        | 14        | Wie viele Räder sind am besten? | Two Wheels Good                     | 12. Juli 2016       | 5. Okt. 2016                          | Don Spencer                                          | Lee Pressman              |
| 455        | 15        | Rot gegen Blau                  | Reds vs. Blues                      | 13. Juli 2016       | 6. Okt. 2016                          | Don Spencer                                          | Davey Moore               |
| 456        | 16        | Die beste Lok der Welt          | Best Engine Ever                    | 14. Juli 2016       | 7. Okt. 2016                          | Dianna Basso Don Spencer David Stoten                | Andrew Brenner            |
| 457        | 17        | Der schnelle Phillip            | The Little Engine Who Raced Ahead   | 15. Juli 2016       | 24. Okt. 2016                         | Dianna Basso Don Spencer David Stoten                | Andrew Brenner            |
| 458        | 18        | Phillip eilt zur Rettung        | Philip To The Rescue                | 18. Juli 2016       | 25. Okt. 2016                         | Dianna Basso Don Spencer David Stoten                | Andrew Brenner            |
| 459        | 19        | -                               | Diesel’s Ghostly Christmas Part One | 26. Dez. 2016       | -                                     | Don Spencer Dianna Basso David Baas (Archivmaterial) | Becky Overton             |
| 460        | 20        | -                               | Diesel’s Ghostly Christmas Part Two | 26. Dez. 2016       | -                                     | Don Spencer Dianna Basso                             | Becky Overton             |
| 461        | 21        | -                               | Thomas the Babysitter               | 6. März 2017        | -                                     | Dianna Basso                                         | Helen Farrall             |
| 462        | 22        | -                               | Rocky Rescue                        | 6. März 2017        | -                                     | Dianna Basso                                         | Davey Moore               |
| 463        | 23        | -                               | The Other Side of the Mountain      | 7. März 2017        | -                                     | Dianna Basso                                         | Andrew Brenner            |
| 464        | 24        | -                               | No Help At All                      | 8. März 2017        | -                                     | Dianna Basso                                         | Andrew Brenner            |
| 465        | 25        | -                               | Goodbye Fat Controller              | 9. März 2017        | -                                     | Dianna Basso                                         | Robin Gay Andrew Brenner  |
| 466        | 26        | -                               | Wild Water Rescue                   | 10. März 2017       | -                                     | Don Spencer                                          | Becky Overton             |

## Staffel 20
Dianna Basso übernimmt die Regie für alle Episoden. Nur die Folgen Nummer 21–26 wurden in Deutschland übersetzt. Die Episoden Tit for Tat, Mike's Whistle und Useful Railway sind Adaptionen der gleichnamigen Geschichten aus dem Railway Series-Buch Small Railway Engines.
| Nr. (ges.) | Nr. (St.) | Deutscher Titel                       | Originaltitel                   | Erstausstrahlung UK | Deutschsprachige Erstausstrahlung (D) | Drehbuch                     |
| ---------- | --------- | ------------------------------------- | ------------------------------- | ------------------- | ------------------------------------- | ---------------------------- |
| 467        | 1         | -                                     | Sidney Sings                    | 5. Sep. 2016        | -                                     | Lee Pressman                 |
| 468        | 2         | -                                     | Toby's New Friend               | 6. Sep. 2016        | -                                     | Andrew Brenner               |
| 469        | 3         | -                                     | Henry Gets the Express          | 7. Sep. 2016        | -                                     | Helen Farrall                |
| 470        | 4         | -                                     | Diesel and the Ducklings        | 8. Sep. 2016        | -                                     | Lee Pressman                 |
| 471        | 5         | -                                     | Bradford the Brake Van          | 9. Sep. 2016        | -                                     | Lee Pressman                 |
| 472        | 6         | -                                     | Saving Time                     | 21. Nov. 2016       | -                                     | Andrew Brenner               |
| 473        | 7         | -                                     | Ryan and Daisy                  | 22. Nov. 2016       | -                                     | Davey Moore                  |
| 474        | 8         | -                                     | Pouty James                     | 23. Nov. 2016       | -                                     | Andrew Brenner               |
| 475        | 9         | -                                     | Blown Away                      | 24. Nov. 2016       | -                                     | Helen Farrall                |
| 476        | 10        | -                                     | The Way She Does It             | 25. Nov. 2016       | -                                     | Davey Moore                  |
| 477        | 11        | -                                     | Letters to Santa                | 27. Dez. 2016       | -                                     | Helen Farrall                |
| 478        | 12        | -                                     | Love Me Tender                  | 28. Dez. 2016       | -                                     | Davey Moore                  |
| 479        | 13        | -                                     | The Railcar and the Coaches     | 29. Dez. 2016       | -                                     | Davey Moore                  |
| 480        | 14        | -                                     | Mucking About                   | 5. Juni 2017        | -                                     | Davey Moore                  |
| 481        | 15        | -                                     | Cautious Connor                 | 6. Juni 2017        | -                                     | Andrew Brenner               |
| 482        | 16        | -                                     | All in Vain                     | 7. Juni 2017        | -                                     | Helen Farrall                |
| 483        | 17        | -                                     | Buckled Tracks and Bumpy Trucks | 8. Juni 2017        | -                                     | Lee Pressman                 |
| 484        | 18        | -                                     | Tit for Tat                     | 9. Juni 2017        | -                                     | Wilbert Awdry Andrew Brenner |
| 485        | 19        | -                                     | Mike's Whistle                  | 12. Juni 2017       | -                                     | Wilbert Awdry Andrew Brenner |
| 486        | 20        | -                                     | Useful Railway                  | 13. Juni 2017       | -                                     | Wilbert Awdry Andrew Brenner |
| 487        | 21        | Henry dampft im Dunkeln               | Henry in the Dark               | 24. Juli 2017       | 9. Okt. 2017                          | Lee Pressman                 |
| 488        | 22        | Die Geschichte vom unheimlichen Troll | Three Steam Engines Gruff       | 25. Juli 2017       | 10. Okt. 2017                         | Andrew Brenner               |
| 489        | 23        | Die Lok der Zukunft                   | Engine of the Future            | 26. Juli 2017       | 11. Okt. 2017                         | Andrew Brenner               |
| 490        | 24        | Hugo und das Luftschiff               | Hugo and the Airship            | 27. Juli 2017       | 12. Okt. 2017                         | Andrew Brenner               |
| 491        | 25        | Der verschwundene Pannen-Zug          | The Missing Breakdown Train     | 28. Juli 2017       | 13. Okt. 2017                         | Davey Moore                  |
| 492        | 26        | Skiff und die Meerjungfrau            | Skiff and the Mermaid           | 31. Juli 2017       | 16. Okt. 2017                         | Helen Farrall                |
| 493        | 27        | -                                     | The Christmas Coffeepot         | 14. Dez. 2017       | -                                     | Helen Farrall                |
| 494        | 28        | -                                     | Over the Hill                   | 20. Dez. 2017       | -                                     | Helen Farrall                |

## Staffel 21
Keine Folgen dieser Staffel wurden übersetzt.
| Nr. (ges.) | Nr. (St.) | Deutscher Titel | Originaltitel                   | Erstausstrahlung UK | Deutschsprachige Erstausstrahlung (D) | Drehbuch      |
| ---------- | --------- | --------------- | ------------------------------- | ------------------- | ------------------------------------- | ------------- |
| 495        | 1         | -               | Springtime for Diesel           | 18. Sep. 2017       | -                                     | Davey Moore   |
| 496        | 2         | -               | A Most Singular Engine          | 19. Sep. 2017       | -                                     | Davey Moore   |
| 497        | 3         | -               | Dowager Hatt's Busy Day         | 20. Sep. 2017       | -                                     | Lee Pressman  |
| 498        | 4         | -               | Stuck in Gear                   | 21. Sep. 2017       | -                                     | Davey Moore   |
| 499        | 5         | -               | Runaway Engine                  | 22. Sep. 2017       | -                                     | Helen Farrall |
| 500        | 6         | -               | P.A. Problems                   | 25. Sep. 2017       | -                                     | Lee Pressman  |
| 501        | 7         | -               | Hasty Hannah                    | 26. Sep. 2017       | -                                     | Lee Pressman  |
| 502        | 8         | -               | Cranky at the End of the Line   | 27. Sep. 2017       | -                                     | Lee Pressman  |
| 503        | 9         | -               | New Crane on the Dock           | 28. Sep. 2017       | -                                     | Lee Pressman  |
| 504        | 10        | -               | Unscheduled Stops               | 29. Sep. 2017       | -                                     | Helen Farrall |
| 505        | 11        | -               | Philip's Number                 | 2. Okt. 2017        | -                                     | Lee Pressman  |
| 506        | 12        | -               | The Fastest Red Engine on Sodor | 3. Okt. 2017        | -                                     | Helen Farrall |
| 507        | 13        | -               | A Shed for Edward               | 4. Okt. 2017        | -                                     | Lee Pressman  |
| 508        | 14        | -               | The Big Freeze                  | 1. Dez. 2017        | -                                     | Helen Farrall |
| 509        | 15        | -               | Emily in the Middle             | 6. Dez. 2017        | -                                     | Davey Moore   |
| 510        | 16        | -               | Terence Breaks the Ice          | 11. Dez. 2017       | -                                     | Lee Pressman  |
| 511        | 17        | -               | Daisy's Perfect Christmas       | 18. Dez. 2017       | -                                     | Davey Moore   |
| 512        | 18        | -               | Confused Coaches                | 22. Dez. 2017       | -                                     | Helen Farrall |

## Staffel 22
Dies war die erste Staffel des Große Welt! Große Abenteuer!-Reboots, weshalb die Hälfte der Episoden in anderen Ländern spielt.
| Nr. (ges.) | Nr. (St.) | Deutscher Titel               | Originaltitel                  | Zusammenfassung       | Erstausstrahlung UK | Deutschsprachige Erstausstrahlung (D) | Drehbuch       |
| ---------- | --------- | ----------------------------- | ------------------------------ | --------------------- | ------------------- | ------------------------------------- | -------------- |
| 513        | 1         | Die Lok Nummer 1              | Number One Engine              | Spielt in China.      | 3. Sep. 2018        | 10. Nov. 2018                         | Davey Moore    |
| 514        | 2         | Für immer und ewig            | Forever and Ever               | Spielt auf Sodor.     | 4. Sep. 2018        | 20. Nov. 2018                         | Andrew Brenner |
| 515        | 3         | Rebeccas erster Tag           | Confusion Without Delay        | Spielt auf Sodor.     | 5. Sep. 2018        | 22. Nov. 2018                         | Davey Moore    |
| 516        | 4         | Auf Trunky ist Verlass        | Trusty Trunky                  | Spielt in Indien.     | 6. Sep. 2018        | 23. Nov. 2018                         | Becky Overton  |
| 517        | 5         | Jeder ist etwas Besonderes    | What Rebecca Does              | Spielt auf Sodor.     | 7. Sep. 2018        | 26. Nov. 2018                         | Davey Moore    |
| 518        | 6         | Thomas, der große Held        | Thomas Goes to Bollywood       | Spielt in Indien.     | 10. Sep. 2018       | 27. Nov. 2018                         | Becky Overton  |
| 519        | 7         | Der Riesenpanda               | Thomas in the Wild             | Spielt in China.      | 11. Sep. 2018       | 3. Dez. 2018                          | Davey Moore    |
| 520        | 8         | Der Palast der Affen          | Thomas and the Monkey Palace   | Spielt in Indien.     | 12. Sep. 2018       | 5. Dez. 2018                          | Becky Overton  |
| 521        | 9         | Die Lok mit den vielen Farben | An Engine of Many Colours      | Spielt auf Sodor.     | 13. Sep. 2018       | 6. Dez. 2018                          | Michael White  |
| 522        | 10        | Thomas als Reiseleiter        | Outback Thomas                 | Spielt in Australien. | 14. Sep. 2018       | 7. Dez. 2018                          | Tim Bain       |
| 523        | 11        | Altes und Neues               | School of Duck                 | Spielt auf Sodor.     | 17. Sep. 2018       | 10. Dez. 2018                         | Lee Pressman   |
| 524        | 12        | Tiger in Gefahr               | Tiger Trouble                  | Spielt in Indien.     | 18. Sep. 2018       | 12. Dez. 2018                         | Becky Overton  |
| 525        | 13        | Alles nur Einbildung          | Seeing is Believing            | Spielt auf Sodor.     | 19. Sep. 2018       | 13. Dez. 2018                         | Andrew Brenner |
| 526        | 14        | Sich entschuldigen ist schwer | Apology Impossible             | Spielt auf Sodor.     | 20. Sep. 2018       | 17. Dez. 2018                         | Becky Overton  |
| 527        | 15        | Das Wasserrad                 | The Water Wgeel                | Spielt in China.      | 21. Sep. 2018       | 18. Dez. 2018                         | Davey Moore    |
| 528        | 16        | Samson und das Feuerwerk      | Samson and the Fireworks       | Spielt auf Sodor.     | 5. Nov. 2018        | 28. Nov. 2018                         | Lee Pressman   |
| 529        | 17        | Waggon außer Kontrolle        | Runaway Truck                  | Spielt in China.      | 3. Dez. 2018        | 29. Nov. 2018                         | Davey Moore    |
| 530        | 18        | Tiere in Not                  | Thomas' Animal Ark             | Spielt auf Sodor.     | 10. Dez. 2018       | 4. Dez. 2018                          | Lee Pressman   |
| 531        | 19        | Thomas und der Sturm          | Cyclone Thomas                 | Spielt in Australien. | 17. Dez. 2018       | 20. Dez. 2018                         | Tim Bain       |
| 532        | 20        | Weihnachten bei den Kängurus  | Kangaroo Christman             | Spielt in Australien. | 22. Dez. 2018       | 14. Dez. 2018                         | Tim Bain       |
| 533        | 21        | Thomas und der Drache         | Thomas and the Dragon          | Spielt in China.      | 5. Feb. 2019        | 21. Nov. 2018                         | Davey Moore    |
| 534        | 22        | Valentinstag                  | Rosie is Red                   | Spielt auf Sodor.     | 14. Feb. 2019       | 30. Nov. 2018                         | Davey Moore    |
| 535        | 23        | Auf Spurensuche               | The Case of the Puzzling Parts | Spielt auf Sodor.     | 18. Feb. 2019       | 21. Dez. 2018                         | Davey Moore    |
| 536        | 24        | Banjo und das Buschfeuer      | Banjo and the Bushfire         | Spielt in Australien. | 19. Feb. 2019       | 24. Dez. 2018                         | Tim Bain       |
| 537        | 25        | Nia lernt schnell             | Counting on Nia                | Spielt auf Sodor.     | 20. Feb. 2019       | 25. Dez. 2018                         | Lee Pressman   |
| 538        | 26        | Such den Waggon               | Hunt the Truck                 | Spielt auf Sodor.     | 15. Mai 2019        | 19. Dez. 2018                         | Michael White  |

## Staffel 23
Ab dieser Staffel gibt es pro Staffel 20 reguläre Episoden und drei 20-minütige Specials, die weiter unten aufgelistet werden. In Deutschland wurden die Episoden vor der Erstausstrahlung auf Kividoo veröffentlicht.
| Nr. (ges.) | Nr. (St.) | Deutscher Titel                  | Originaltitel           | Zusammenfassung       | Erstausstrahlung UK | Deutschsprachige Erstausstrahlung (D) | Drehbuch                  |
| ---------- | --------- | -------------------------------- | ----------------------- | --------------------- | ------------------- | ------------------------------------- | ------------------------- |
| 539        | 1         | Straße frei für die Busse        | Free the Roads          | Spielt auf Sodor.     | 2. Sep. 2019        | 18. Nov. 2019                         | Michael White             |
| 540        | 2         | Krone gesucht                    | Crowning Around         | Spielt in Indien.     | 3. Sep. 2019        | 8. Nov. 2019                          | Camille Ucan Rose Johnson |
| 541        | 3         | Die Widerspenstigen Waggons      | Chucklesome Trucks      | Spielt auf Sodor.     | 4. Sep. 2019        | 19. Nov. 2019                         | Davey Moore               |
| 542        | 4         | Die andere große Lok             | The Other Big Engine    | Spielt in Brasilien.  | 5. Sep. 2019        | 26. Nov. 2019                         | Davey Moore               |
| 543        | 5         | Ein Herz aus Gold                | Heart of Gold           | Spielt auf Sodor.     | 6. Sep. 2019        | 20. Nov. 2019                         | Michael White             |
| 544        | 6         | Karneval in Rio                  | Batucada                | Spielt in Brasilien.  | 9. Sep. 2019        | 27. Nov. 2019                         | Davey Moore               |
| 545        | 7         | Gordons Lachanfall               | Gordon Gets the Giggles | Spielt auf Sodor.     | 10. Sep. 2019       | 25. Nov. 2019                         | Becky Overton             |
| 546        | 8         | Jeder macht mal Fehler           | Thomas Makes A Mistake  | Spielt in Indien.     | 11. Sep. 2019       | 29. Nov. 2019                         | Camille Ucan Rose Johnson |
| 547        | 9         | Auf Diesel ist Verlass           | Diesel Do Right         | Spielt auf Sodor.     | 12. Sep. 2019       | 28. Nov. 2019                         | Davey Moore               |
| 548        | 10        | Freunde und Gewinner             | Grudge Match            | Spielt in Brasilien.  | 13. Sep. 2019       | 2. Dez. 2019                          | Davey Moore               |
| 549        | 11        | Percy in Panik                   | Panicky Percy           | Spielt auf Sodor.     | 16. Dez. 2019       | 21. Nov. 2019                         | Camille Ucan Rose Johnson |
| 550        | 12        | Keine gute Entscheidung          | Laid Back Shane         | Spielt in Australien. | 4. Mai 2020         | 4. Dez. 2019                          | Camille Ucan Rose Johnson |
| 551        | 13        | Auf der Suche nach dem Abenteuer | Rangers of the Rails    | Spielt auf Sodor.     | 5. Mai 2020         | 16. Dez. 2019                         | Davey Moore               |
| 552        | 14        | Thomas vermisst seinen Freund    | Wish You Were Here      | Spielt in China.      | 6. Mai 2020         | 6. Dez. 2019                          | Camille Ucan Rose Johnson |
| 553        | 15        | Teamwork auf der Baustelle       | Out of Site             | Spielt auf Sodor.     | 7. Mai 2020         | 16. Dez. 2019                         | Michael White             |
| 554        | 16        | Aller Anfang ist schwer          | First Day on Sodor!     | Spielt auf Sodor.     | 11. Mai 2020        | 9. Dez. 2019                          | Becky Overton             |
| 555        | 17        | Lorenzos Solo                    | Lorenzo's Solo          | Spielt in Italien.    | 12. Mai 2020        | 11. Dez. 2019                         | Becky Overton             |
| 556        | 18        | Monty in der Klemme              | Deep Trouble            | Spielt auf Sodor.     | 13. Mai 2020        | 12. Dez. 2019                         | Michael White             |
| 557        | 19        | Zu laut, Thomas!                 | Too Loud, Thomas!       | Spielt in Italien.    | 14. Mai 2020        | 13. Dez. 2019                         | Becky Overton             |
| 558        | 20        | Diesel wünscht sich was          | Diesel Glows Away       | Spielt auf Sodor.     | 15. Mai 2020        | 3. Dez. 2019                          | Davey Moore               |

## Staffel 24
| Nr. (ges.) | Nr. (St.) | Deutscher Titel | Originaltitel                       | Zusammenfassung       | Erstausstrahlung UK | Deutschsprachige Erstausstrahlung (D) | Regie                   | Drehbuch                   |
| ---------- | --------- | --------------- | ----------------------------------- | --------------------- | ------------------- | ------------------------------------- | ----------------------- | -------------------------- |
| 559        | 1         | -               | Emily's Best Friend                 | Spielt auf Sodor.     | 7. Sep. 2020        | -                                     | Dianna Basso            | Camille Ucan Rose Johnson  |
| 560        | 2         | -               | Thomas' Fuzzy Friend                | Spielt auf Sodor.     | 8. Sep. 2020        | -                                     | Dianna Basso            | Becky Overton              |
| 561        | 3         | -               | The Great Little Railway Show       | Spielt auf Sodor.     | 9. Sep. 2020        | -                                     | Dianna Basso            | Michael White              |
| 562        | 4         | -               | Thomas and the Forest Engines       | Spielt in Brasilien.  | 10. Sep. 2020       | -                                     | Dianna Basso            | Davey Moore                |
| 563        | 5         | -               | Emily to the Rescue                 | Spielt auf Sodor.     | 11. Sep. 2020       | -                                     | Dianna Basso Ian Cherry | Becky Overton              |
| 564        | 6         | -               | Shankar's Makeover                  | Spielt in Indien.     | 14. Sep. 2020       | -                                     | Dianna Basso            | Camille Ucan Rose Johnson  |
| 565        | 7         | -               | Nia and the Unfriendly Elephant     | Spielt auf Sodor.     | 15. Sep. 2020       | -                                     | Dianna Basso            | Davey Moore                |
| 566        | 8         | -               | James the Super Engine              | Spielt auf Sodor.     | 16. Sep. 2020       | -                                     | Dianna Basso            | David Stoten               |
| 567        | 9         | -               | Thomas' Not-So-Lucky Day            | Spielt in Italien.    | 17. Sep. 2020       | -                                     | Ian Cherry              | Becky Overton              |
| 568        | 10        | -               | Ace's Brave Jump                    | Spielt in Australien. | 18. Sep. 2020       | -                                     | Ian Cherry              | Camille Ucan Rose Johnson  |
| 569        | 11        | -               | Nia's Bright Idea                   | Spielt auf Sodor.     | 5. Dez. 2020        | -                                     | Ian Cherry              | Camille Ucan Rose Johnson  |
| 570        | 12        | -               | Cleo's First Snow                   | Spielt auf Sodor.     | 6. Dez. 2020        | -                                     | Ian Cherry              | Becky Overton              |
| 571        | 13        | -               | Sonny's Second Chance               | Spielt auf Sodor.     | 11. Jan. 2021       | -                                     | Ian Cherry              | Becky Overton              |
| 572        | 14        | -               | Thomas and the Inventor's Workshop  | Spielt auf Sodor.     | 12. Jan. 2021       | -                                     | Ian Cherry              | Camille Ucan Rose Johnson  |
| 573        | 15        | -               | The Inventor's Spectacular Bridge   | Spielt auf Sodor.     | 13. Jan. 2021       | -                                     | Ian Cherry              | David Stoten               |
| 574        | 16        | -               | Yong Bao and the Tiger              | Spielt in China.      | 14. Jan. 2021       | -                                     | Ian Cherry              | Ian McCue David Stoten     |
| 575        | 17        | -               | Gordon and Rebecca, Coming Through! | Spielt auf Sodor.     | 15. Jan. 2021       | -                                     | Ian Cherry              | Davey Moore                |
| 576        | 18        | -               | Kenji on the Rails Again            | Spielt auf Sodor.     | 18. Feb. 2021       | -                                     | Ian Cherry              | Paul Larson Laura Beaumont |
| 577        | 19        | -               | Cleo the Road Engine                | Spielt auf Sodor.     | 19. Jan. 2021       | -                                     | Ian Cherry              | Paul Larson Laura Beaumont |
| 578        | 20        | -               | Thomas' Animal Friends              | Spielt auf Sodor.     | 20. Jan. 2021       | -                                     | Ian Cherry              | Davey Moore                |

## Thomas und seine treuen Freunde
Thomas und seine treuen Freunde (engl. Jack and the Sodor Construction Company) war ein geplantes Spin-Off der Serie. Das Spin-Off verfolgte dasselbe Konzept, bloß statt mit Lokomotiven mit Baustellenfahrzeugen. Es wurde während der sechsten Staffel geplant und die Hauptcharaktere in den Staffel Sechs Episoden Jack Jumps In und A Friend in Need dem Publikum vorgestellt. Während der Produktion der siebten Staffel ging das Spin-Off mit 26 geplanten Folgen in Produktion. Als die ersten 13 Episoden fertiggestellt wurden, wurde das Projekt nach der Übernahme durch HiT Entertainment abgebrochen. Erst 2006, Drei Jahre später, wurden alle 13 Episoden auf britischer DVD veröffentlicht. 2007 erschienen 11 Episoden auch auf deutscher DVD.
| Nr. (ges.) | Nr. (St.) | Deutscher Titel                 | Originaltitel             | Erstausstrahlung UK | Deutschsprachige Erstausstrahlung (D) |
| ---------- | --------- | ------------------------------- | ------------------------- | ------------------- | ------------------------------------- |
| -          | 1         | Besuch von Thomas               | A Visit from Thomas       | 02.10.2006 (DVD)    | 19.10.2007 (DVD)                      |
| -          | 2         | -                               | Jack Owns Up              | 24.08.2006 (DVD)    | -                                     |
| -          | 3         | Mit Thomas auf der Baustelle    | On Site with Thomas       | 02.10.2006 (DVD)    | 19.10.2007 (DVD)                      |
| -          | 4         | -                               | Percy's Scary Tale        | 24.08.2006 (DVD)    | -                                     |
| -          | 5         | Kelly stürmischer Tag           | Kelly's Windy Day         | 02.10.2006 (DVD)    | 19.10.2007 (DVD)                      |
| -          | 6         | Ein glücklicher Tag für Percy   | A Happy Day for Percy     | 02.10.2006 (DVD)    | 19.10.2007 (DVD)                      |
| -          | 7         | Eine Geschichte für Thomas      | A Tale for Thomas         | 02.10.2006 (DVD)    | 19.10.2007 (DVD)                      |
| -          | 8         | Thomas und die Maulwürfe        | Thomas and the Moles      | 02.10.2006 (DVD)    | 19.10.2007 (DVD)                      |
| -          | 9         | Percy Hilft Heraus              | Percy Helps Out           | 02.10.2006 (DVD)    | 19.10.2007 (DVD)                      |
| -          | 10        | Die Schildkröte und der Hase    | The Tortoise and the Hare | 02.10.2006 (DVD)    | 19.10.2007 (DVD)                      |
| -          | 11        | Thomas und seine treuen Freunde | Thomas' Trusty Friends    | 02.10.2006 (DVD)    | 19.10.2007 (DVD)                      |
| -          | 12        | Kätzchen für Alfie              | Alfie has Kittens         | 02.10.2006 (DVD)    | 19.10.2007 (DVD)                      |
| -          | 13        | Die Schlammschlacht             | Mud Glorious Mud          | 02.10.2006 (DVD)    | 19.10.2007 (DVD)                      |

## Spezialepisoden
| Nr. (ges.) | Nr. (St.) | Deutscher Titel                                           | Originaltitel                                 | Erstausstrahlung UK  | Deutschsprachige Erstausstrahlung (D) | Regie         | Drehbuch                     |
| ---------- | --------- | --------------------------------------------------------- | --------------------------------------------- | -------------------- | ------------------------------------- | ------------- | ---------------------------- |
| 1          | 1         | Alle Loks im Einsatz!                                     | Calling All Engines!                          | 3. Okt. 2005         | 7. Mai 2007                           | Steve Asquith | Paul Larson Marc Seal        |
| 2          | 2         | Die große Entdeckung                                      | The Great Discovery                           | 6. Okt. 2008         | 7. Okt. 2009                          | Steve Asquith | Sharon Miller                |
| 3          | 3         | Der Held der Schienen                                     | Hero Of The Rails                             | 12. Okt. 2009        | 3. Juni 2010                          | Greg Tiernan  | Sharon Miller                |
| 4          | 4         | Rettungseinsatz Nebelinsel                                | Misty Island Rescue                           | 11. Okt. 2010        | 1. Nov. 2010                          | Greg Tiernan  | Sharon Miller                |
| 5          | 5         | Dampfloks gegen Dieselloks                                | Day Of The Diesels                            | 26.09.2011 A         | 1. Nov. 2011                          | Greg Tiernan  | Sharon Miller                |
| 6          | 6         | Das Geheimnis um den Blauen Berg                          | Blue Mountain Mystery                         | 3. Sep. 2012         | 6. Dez. 2012                          | Greg Tiernan  | Sharon Miller Andrew Brenner |
| 7          | 7         | König der Schienen                                        | King Of The Railway                           | 2. Sep. 2013         | 18. Apr. 2014                         | Rob Silvestri | Andrew Brenner Sam Wilkinson |
| 8          | 8         | Die Geschichte der mutigen Loks                           | Tale Of The Brave                             | 25. Aug. 2014        | 31. Dez. 2014                         | Rob Silvestri | Andrew Brenner               |
| 9          | 9         | -                                                         | The Adventure Begins                          | 27.07.2015 B         | -                                     | Don Spencer   | Andrew Brenner Sam Wilkinson |
| 10         | 10        | Sodors Legende vom verlorenen Schatz                      | Sodor’s Legend Of The Lost Treasure           | 17. Juli 2015        | 26. Dez. 2015                         | David Stoten  | Andrew Brenner               |
| 11         | 11        | Das große Rennen                                          | The Great Race                                | 21. Mai 2016         | 1. Nov. 2016                          | David Stoten  | Andrew Brenner               |
| 12         | 12        | Auf großer Reise                                          | Journey Beyond Sodor                          | 25. Aug. 2017        | 26. Dez. 2017                         | David Stoten  | Andrew Brenner               |
| 13         | 13        | Große Welt! Große Abenteuer! Der Film                     | Big World! Big Adventures! The Movie          | 20. Juli 2018        | 2. Jan. 2020                          | David Stoten  | Andrew Brenner               |
| 14         | 14        | Schnelle Hilfe vom Dampflok-Team                          | Steam Team to the Rescue                      | 19. Okt. 2019        | 01.12.2020 (Netflix) C                | Joey So       | Davey Moore                  |
| 15         | 15        | Ausgrabungen und Abenteuer: Alle Schienen führen nach Rom | Digs and Discoveries: All Tracks lead to Rome | 21. Dez. 2019        | 01.12.2020 (Netflix) D                | Joey So       | Becky Overton                |
| 16         | 16        | Ausgrabungen und Abenteuer: Das geheimnisvolle Bergwerk   | Digs and Discoveries: Mines of Mystery        | 22. Dez. 2019        | 01.12.2020 (Netflix) D                | Joey So       | Becky Overton                |
| 17         | 17        | -                                                         | Marvelous Machinery: A New Arrival            | 24.10.2020 (Netflix) | -                                     | Joey So       | Paul Larson Laura Beaumont   |
| 18         | 18        | -                                                         | Marvelous Machinery: World Of Tomorrow        | 25.10.2020 (Netflix) | -                                     | Joey So       | Paul Larson Laura Beaumont   |
| 19         | 19        | -                                                         | Thomas and the Royal Engine                   | 2. Mai 2020          | -                                     | Joey So       | Michael White                |

## Kinofilme
| Nr. | Deutscher Titel                     | Originaltitel                 | Erstausstrahlung UK | Deutschsprachige Erstausstrahlung (D) | Regie          | Drehbuch                                 |
| --- | ----------------------------------- | ----------------------------- | ------------------- | ------------------------------------- | -------------- | ---------------------------------------- |
| 0-  | Thomas, die fantastische Lokomotive | Thomas and the Magic Railroad | 14. Juli 2000       | 26. Okt. 2000                         | Britt Allcroft | Britt Allcroft                           |
| 0-  | -                                   | -                             | -                   | -                                     | Marc Forster   | Alyssa Hill Jesse Wigutow                |
| 0 - | -                                   | The Adventures of Thomas      | Abgebrochen         | -                                     | Shane Acker    | Josh Klausner Will McRobb Chris Viscardi |